# Generálmajor

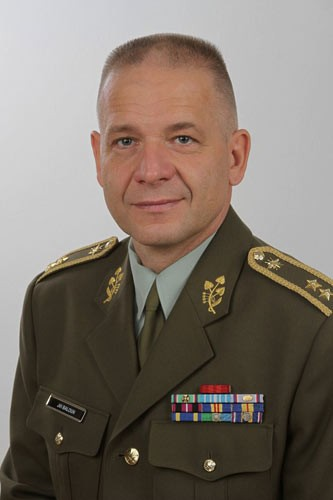
Generálmajor J. Baloun (Česká republika)

Generálmajor je vojenská hodnost používaná v mnoha státech. Dle oficiálních standardů NATO (dle ujednání STANAG 2116) je tato hodnost označena zkratkou OF-7. V zemích, kde není používána hodnost brigádního generála či jiného příslušného ekvivalentu, se jedná o nejnižší generálskou hodnost. Tak tomu je i v mnoha zemích východní Evropy. V zemích Commonwealthu, ve Spojených státech amerických či v České republice se pak jedná o druhou nejnižší generálskou hodnost. V jiných zemích (například ve Francii, Polsku a některých v latinskoamerických zemích) pak hodnosti generálmajora odpovídá hodnost divizního generála. Ve výjimečných případech jako je tomu například v Brazílii či Chile této hodnosti odpovídá hodnost brigádního generála. Nadřízenou hodností pak je buď generálporučík, nebo sborový generál.

## Evropa

### Albánie
V Albánii je používána hodnost Gjeneral Major u armády a Gjeneralmajor u letectva. Jejím ekvivalentem u námořnictva je Nënadmiral. Nižší hodnost je Gjeneral Brigade a vyšší Gjeneral Lejtant. V průběhu let se vzhled albánských insignií radikálně měnil. První verze pocházela z roku 1926 z doby vlády Ahmeta Zogu a byla v "rakouském" stylu, který se později změnil na styl "italský". Vlivem komunistického režimu po druhé světové válce došlo k výrazné změně jak vzhledu insignií, tak i hodnostního systému. Ještě více se tento vliv prohloubil přijetím nových insignií a hodností po vzoru Sovětského svazu v roce 1947. Tento styl ovlivněný Stalinem si Albánie zachovala až do května 1966, kdy byl celý hodnostní systém po vzoru Číny zrušen a zavedena doktrína založená na vzoru partyzánské války. K opětovnému zavedení hodností, tentokrát podle západního modelu, došlo v roce 1991 po pádu komunistického režimu. Přesto i v následujících letech se vzhled insignií několikrát zásadně měnil.

Albánie: armáda
Albánie: letectvo
Albánie: 2004–2011
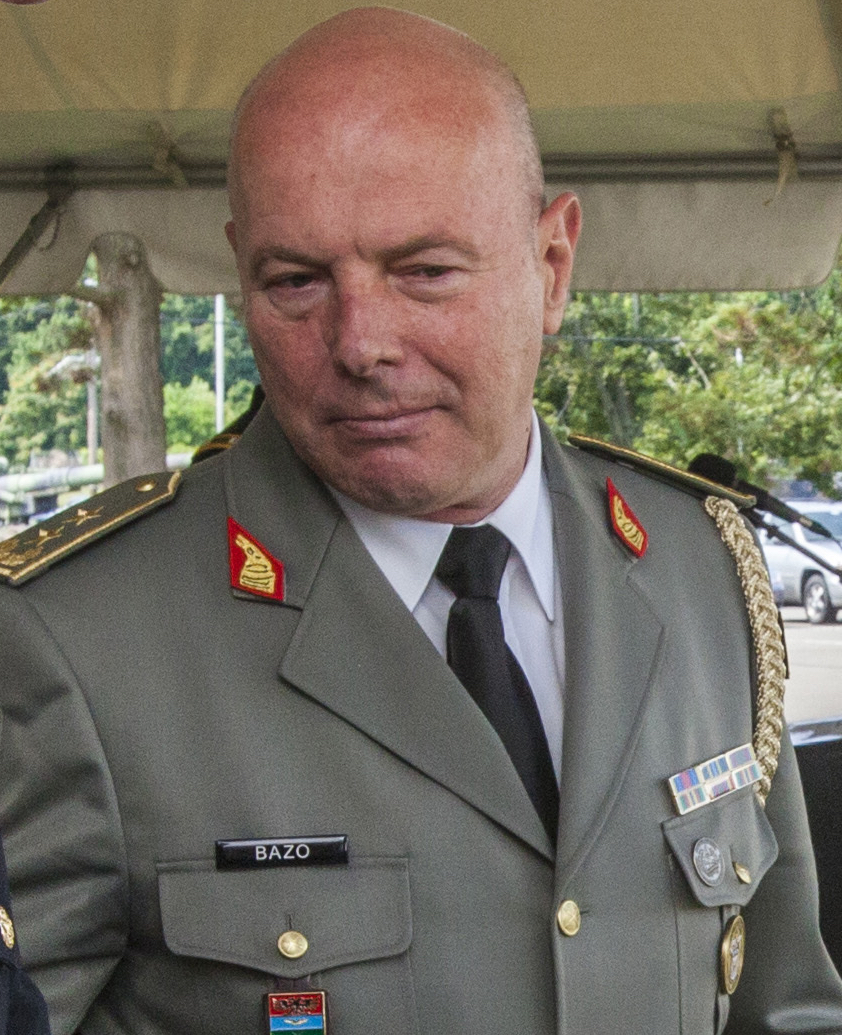
Albánie: Gjeneral major J. Bazo (2014)

### Belgie
V Belgii je hodnost Général-major (nizozemsky: Generaal-majoor) požívána u armády, letectva a zdravotní služby. Nižší hodnost je Général de Brigade (nizozemsky: Brigadegeneraal) a vyšší Lieutenant général (nizozemsky: Luitenant-generaal). Jejím ekvivalentem u námořnictva je hodnost Amiral de division (nizozemsky: Divisieadmiraal).

Belgie: armáda
Belgie: letectvo
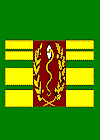
Belgie: zdravotní služba

### Bělorusko
V Bělorusku je hodnost generál-major (bělorusky: Генерал-маёр) používána u armády a letectva. Nižší hodnost je polkovnik (bělorusky: Палкоўнік) a vyšší generál-lejtenánt (bělorusky: Генерал-лейтэнант). Bělorusko bývalo součástí Sovětského svazu a tak i hodnostní systém i vzhled výložek vychází z ruského vzoru. Zde také hodnost generál-majora odpovídá podle standardů NATO stupni OF-6, nikoliv běžnému stupni OF-7.

Bělorusko: armáda
Bělorusko: letectvo

### Bosna a Hercegovina
V Bosně a Hercegovině je používána hodnost General bojnik u armády. Nižší hodnost je Brigadni general a vyšší General pukovnik.

Bosna a Hercegovina

### Bulharsko
V Bulharsku je hodnost General-major (bulharsky: Генерал-майор) používána u armády a letectva. Nižší hodnost je Brigaden general (bulharsky: Бригаден генерал) a vyšší General-lejtenant (bulharsky: Генерал-лейтенант). Ekvivalentem této hodnosti u námořnictva je Kontraadmiral (bulharsky: Контраадмирал). Vzhled insignií i hodnostní struktura nese znaky ruského vlivu.

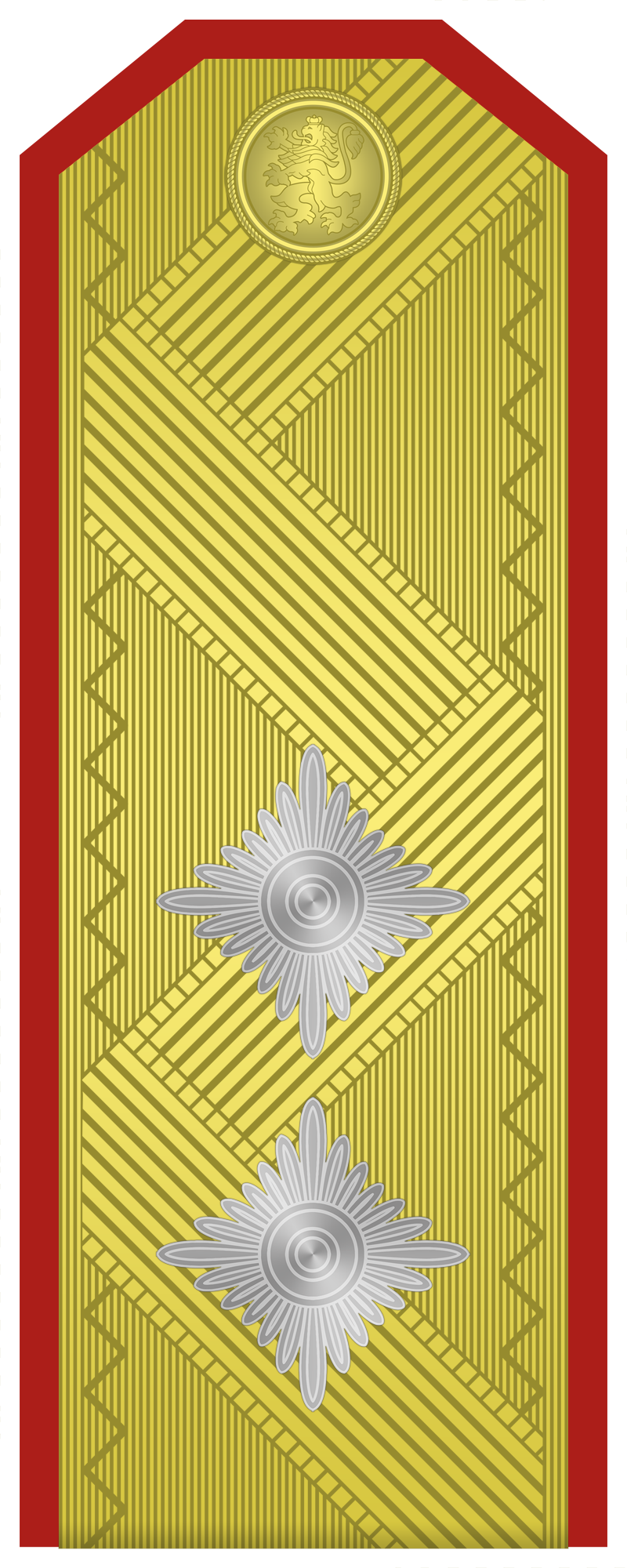
Bulharsko: armáda
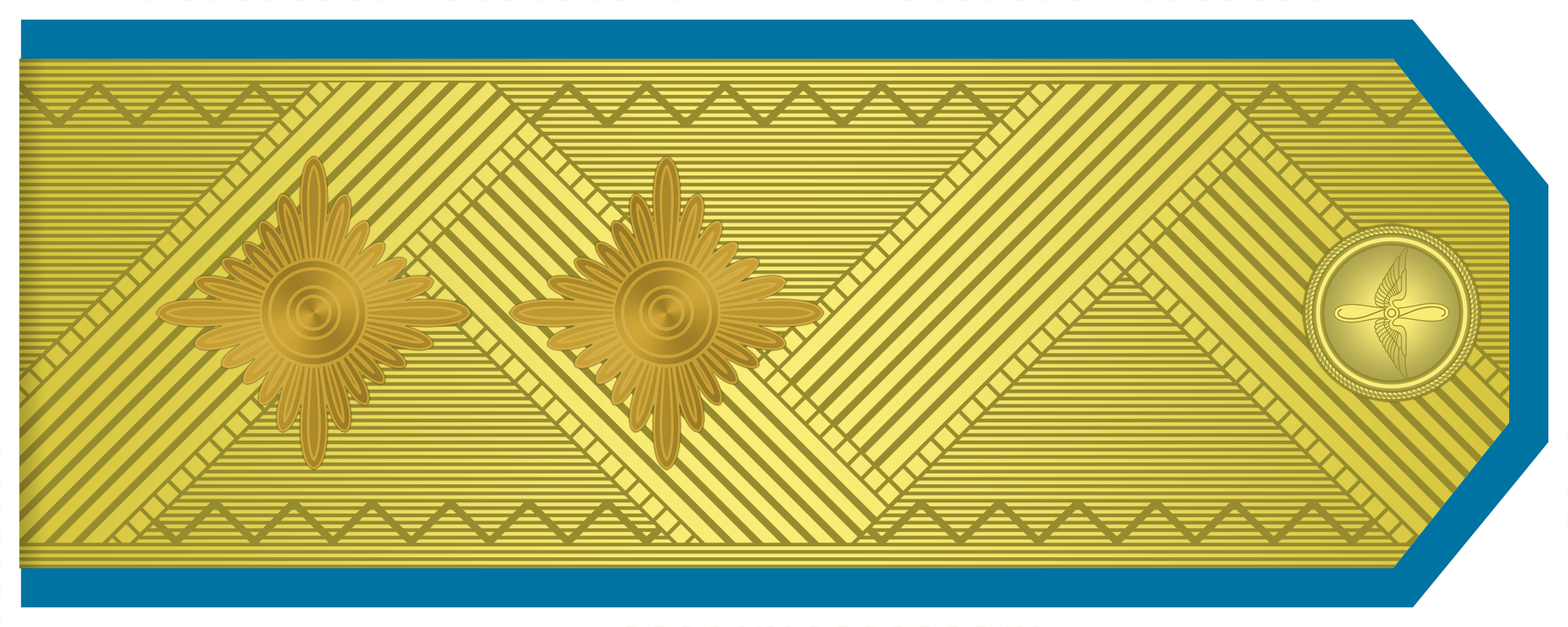
Bulharsko: letectvo
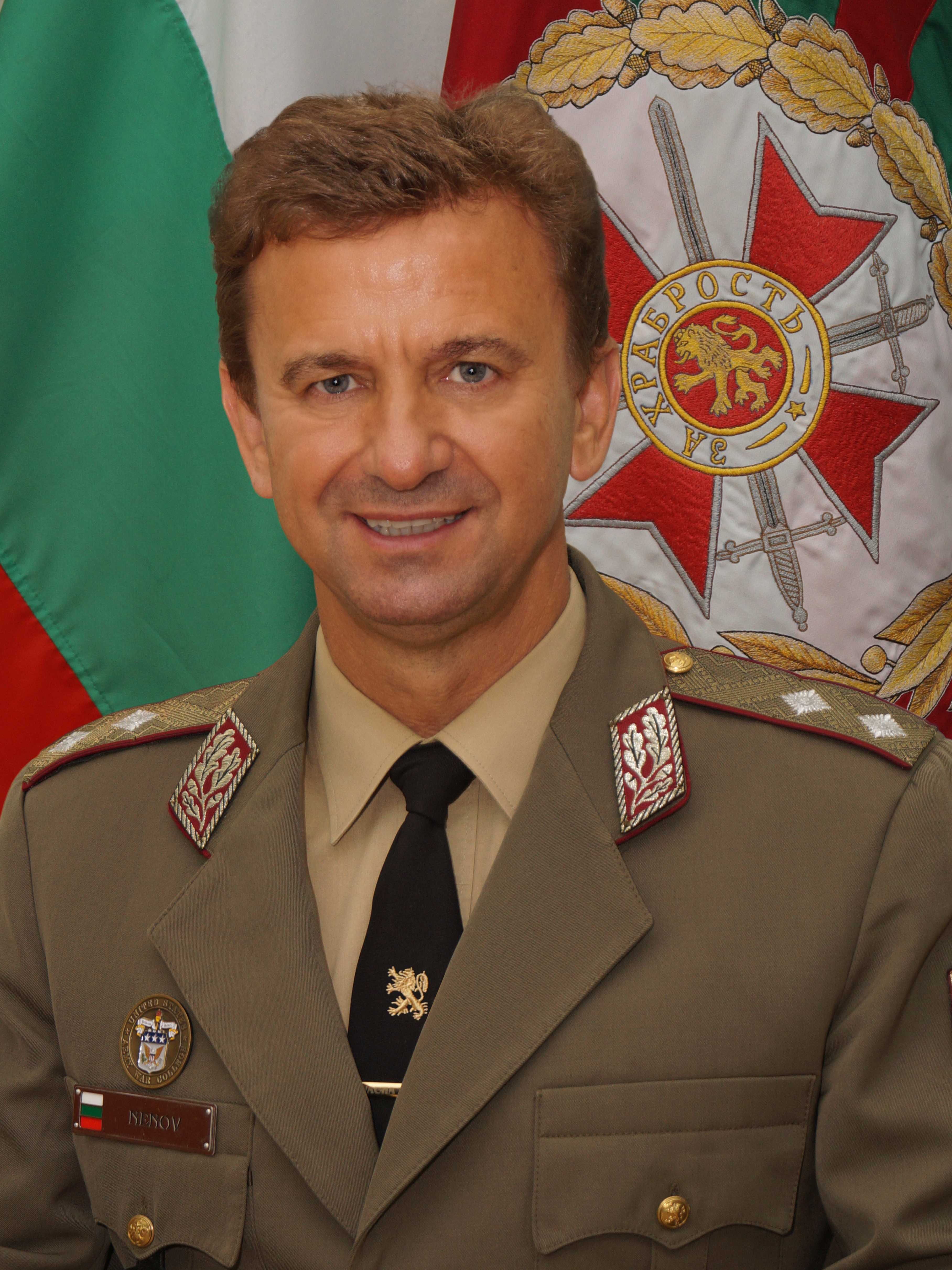
Bulharsko: General-major N. Nenov

### Česká republika
V České republice je hodnost generálmajor (genmjr.) používána u armády a letectva. Nejbližší nižší hodnost je brigádní generál (brig. gen.) a vyšší generálporučík (genpor.). Původní hodnostní systém nově vzniklé československé armády byl přejat z rakousko-uherské armády a mírně poupraven. V roce 1920 byla hodnost generálmajora zrušena a až roku 1930 byl zaveden její ekvivalent divizní generál. Od 50. let 20. století pak hodnost generálmajor nahradila předchozí hodnost brigádní generál.  Jednohvězdičkovou hodnost generálmajora v roce 1993 zachovala i nově vzniklá Armáda České republiky. V rámci reformy vojenských hodností platné od 1. ledna 2011 došlo ke změně a hodnosti generálmajor byla vrácena druhá hvězda a nahradila tak hodnost generálporučík. Hodnostní označení jsou dvě velké pěticípé zlaté hvězdy se zlatým lemováním výložek a lipové ratolesti kolem státního znaku na pokrývce hlavy.

Česko: armáda (od 2011)
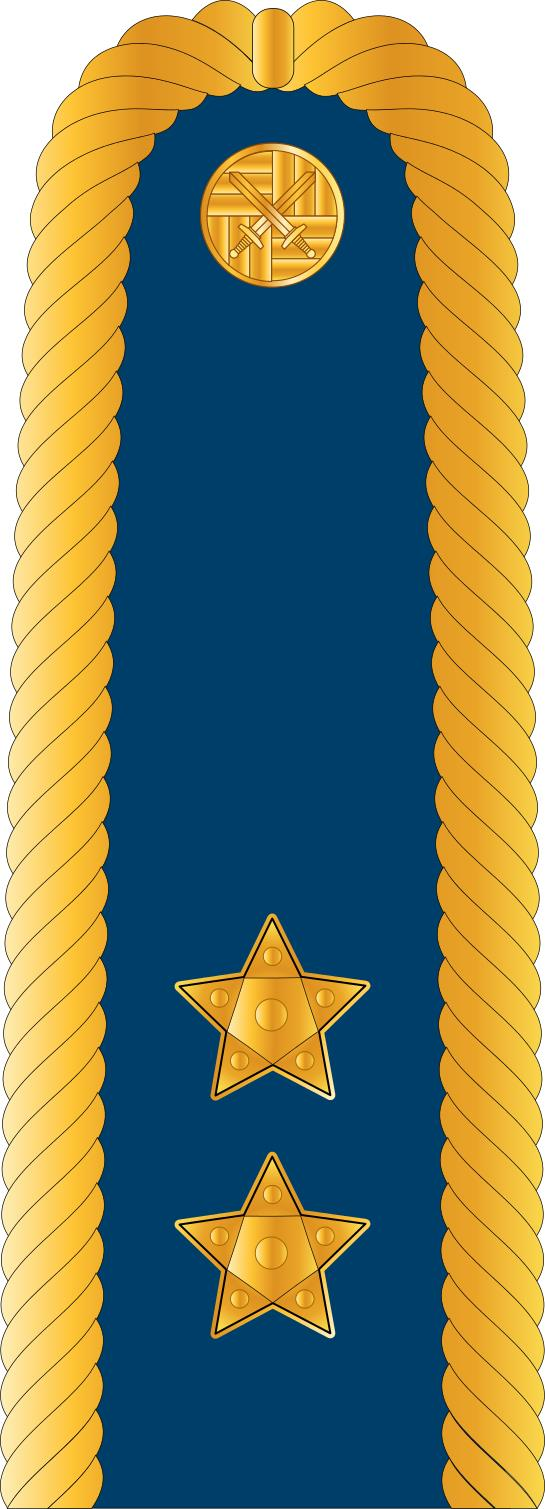
Česko: letectvo
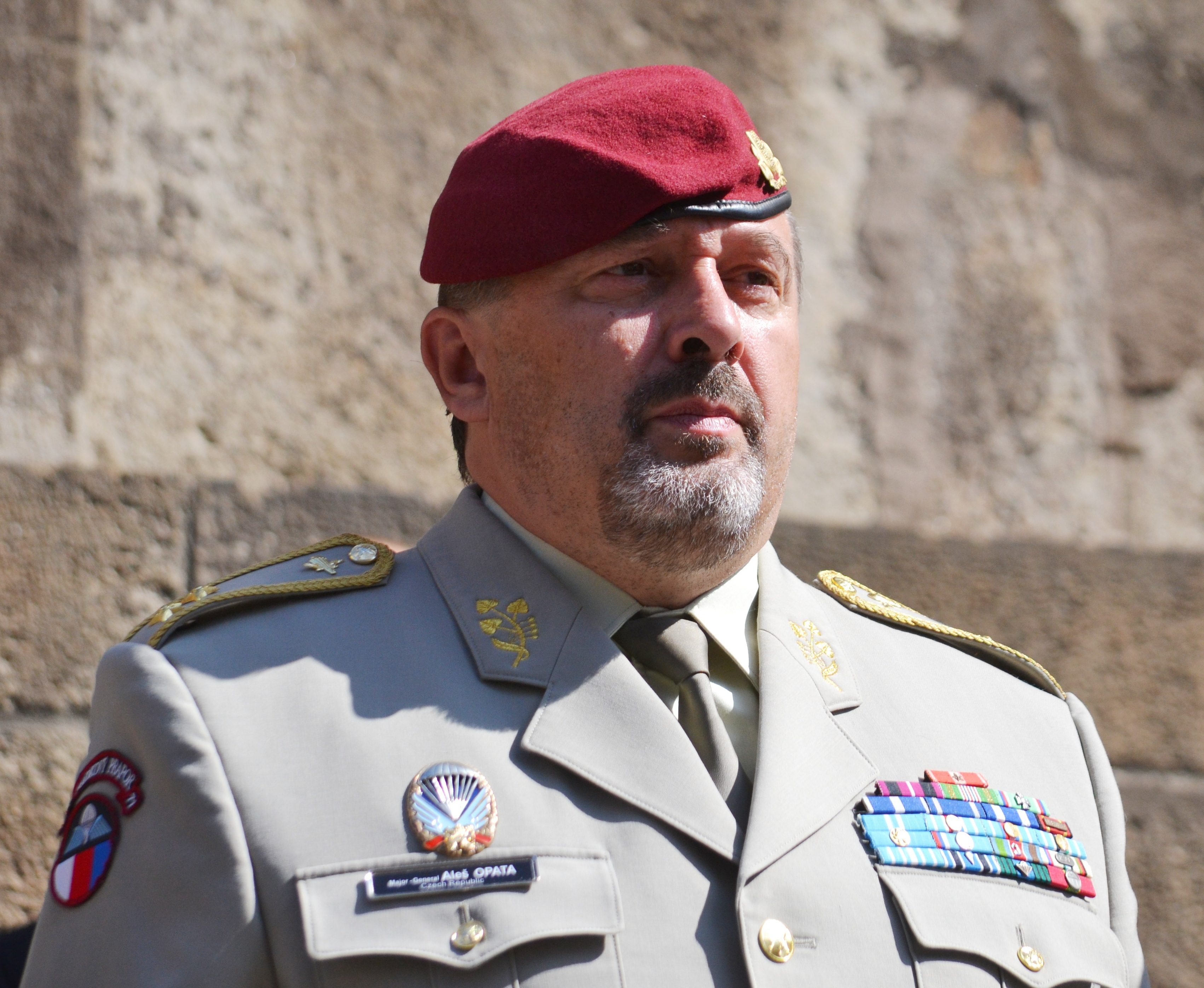
Česko: generálmajor A. Opata (2014)
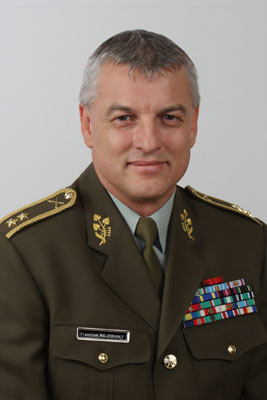
Česko: generálmajor Ing. F. Malenínský

### Černá Hora
V Černé Hoře se hodnost General Major používá u armády a letectva. Nižší hodnost je Brigadir a vyšší General Potpukovnik. Jejím ekvivalentem u námořnictva je Kontraadmiral.

Černá Hora: armáda
Černá Hora: letectvo

### Dánsko
V Dánsku je hodnost Generalmajor používána u armády a letectva, kdy je tato hodnost vyhrazena pro vrchního velitele dánské královské armády a pro velitele štábu letectva. Podřízenou hodnostní je Brigadegeneral a vyšší Generalløjtnant. Jejím ekvivalentem u námořnictva je hodnost Kontreadmiral. Hodnostní systém dánských ozbrojených sil odpovídá standardním pravidlům NATO. Vzhled insignií používaných letectvem je založen na insigniích britského královského letectva, které byly pro dánské potřeby mírně upraveny. 

Dánsko: armáda (od 2018)
Dánsko: armáda (1923–1958)
Dánsko: armáda (1958–1962)
Dánsko: armáda (1962–1983)
Dánsko: armáda (1983–2018)
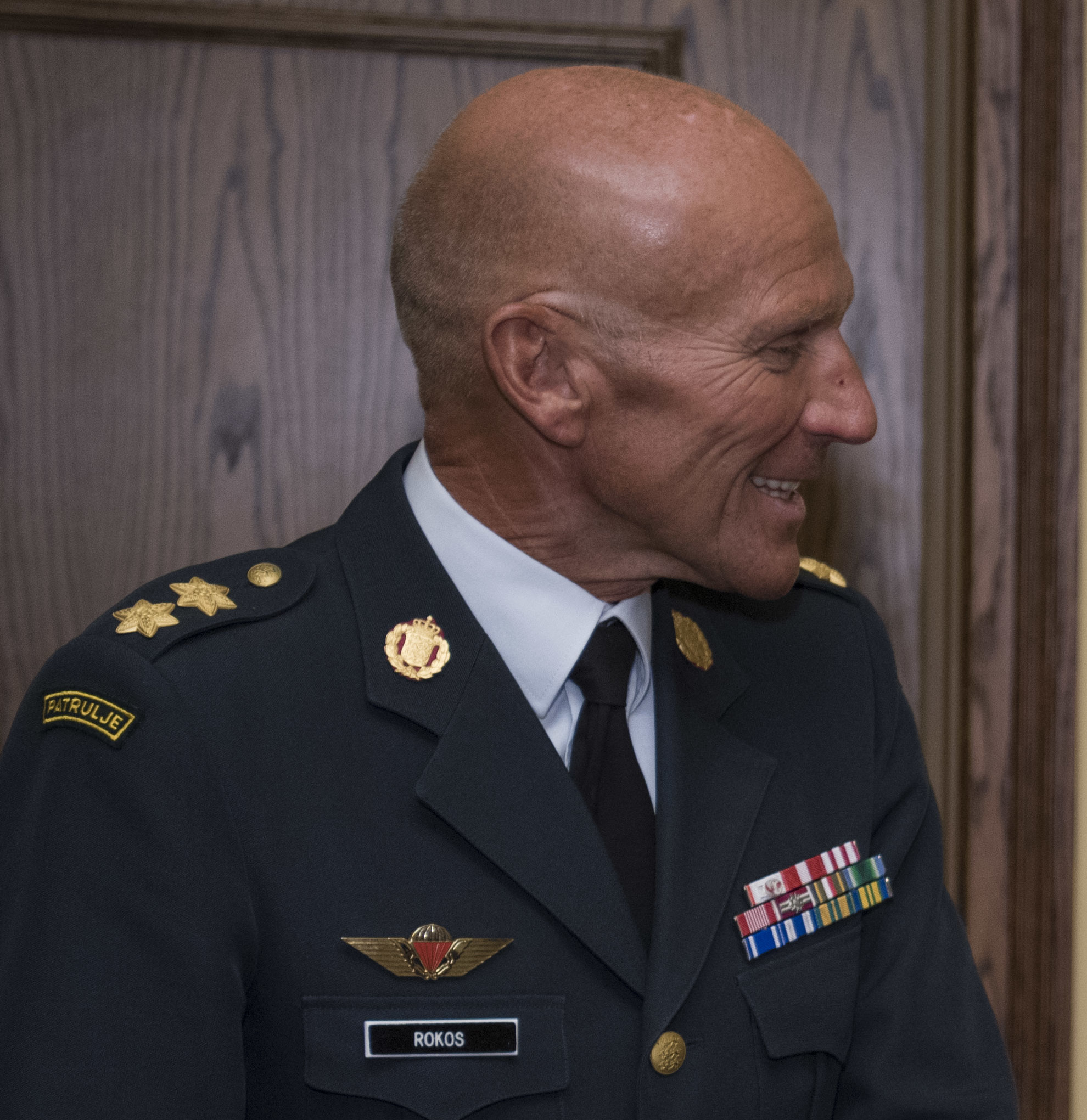
Dánsko: Generalmajor N. M. Armagno

### Estonsko
V Estonsku je hodnost kindralmajor (kin-mjr.) používána u armády a letectva. Nižší hodnost je Brigaadikindral (brig-kin) a vyšší Kindralleitnant (kin-ltn). Jejím ekvivalentem u námořnictva je Kontradmiral (k-adm). Hodnostní systém i vzhled výložek byl během let ovlivněny řadou různých systémů používaných na území Estonska. Většina armádních hodností vznikla během estonské osvobozenecké války na počátku 20. letech 20. století. Hodnost brigádního generála byla do systému poprvé zařazena až v roce 1991 poté, co skončila sovětská okupace Estonska.

Estonsko: armáda
Estonsko: letectvo
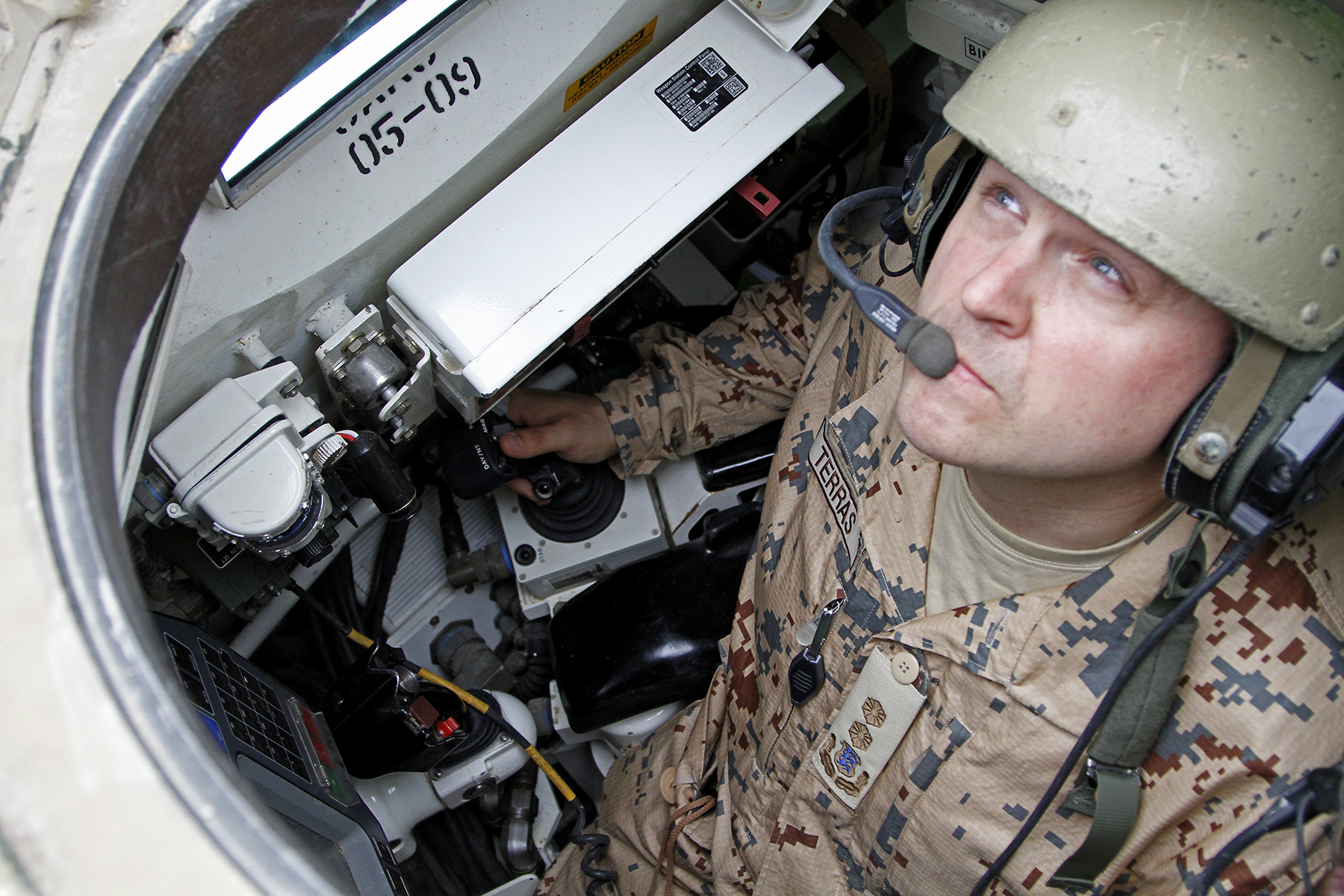
Estonsko: bojová uniforma

### Finsko
Ve Finsku je hodnost Kenraalimajuri (švédsky: Generalmajor) používána u armády a letectva. Nižší hodnost je Prikaatikenraali (švédsky: Brigadgeneral). a vyšší Kenraaliluutnantti (švédsky: Generallöjtnant). Finský hodnostní systém do sebe zakomponoval švédské, německé a ruské prvky. Hodnosti mají oficiálně dvojí pojmenování jak ve finštině, tak ve švédštině. Výložky se od dalších evropských zemí liší. K vyznačení generálské hodnosti nejsou na výložkách používány hvězdy ale lvi, kteří odkazují na státní znak Finska. Jsou zde také používány límcové výložky nikoliv ramenní. Barva výložek pak reprezentuje svou složku, ale toto barevné rozlišení se nepoužívá na polních uniformách. U generálských hodností jsou výložky ve většině případů zlaté na červeném pozadí, i když v některých případech si zachovávají barvu pozadí své složky.

Finsko: armáda
Finsko: letectvo

### Chorvatsko
V Chorvatsku je hodnost General bojnik používána u armády a letectva. Nižší hodnost je Brigadni general a vyšší General pukovnik. Jejím ekvivalentem u námořnictva je hodnost Komodor. Vzhled výložek u armády i letectva je stejný s rozdílem barvy, kdy u armády je to zlatá na černé, u letectva pak stříbrná na černé. 

Chorvatsko: armáda
Chorvatsko: letectvo

### Irsko
V Irsku je hodnost Maor-Ghinearál používána u armády a letectva. Nižší hodnost je Briogáidire-Ghinearál a vyšší Leifteanant-Ghinearál, která však v letectvu udělována není a hodnost generálmajora je tak nejvyšší hodností. Jejím ekvivalentem u námořnictva je Seachamiréal.

Irsko: letectvo

### Island
Na Islandu se takto vysoká hodnost nepoužívá.

### Kypr
Na Kypru je hodnost generálmajor (řecky: Υποστράτηγος) používána u armády. Nižší hodnost je brigádní generál (řecky: Ταξίαρχος) a vyšší generálporučík (řecky: Αντιστράτηγος). U letectva ani námořnictva není takto vysoká hodnost používána. Kypr má blízké vazby na Řecko a tak i hodnostní systém a vzhled výložek vychází z řeckého vzoru.

Kypr

### Litva
V Litvě je hodnost Generolas majoras používána u armády a letectva. Nižší hodnost je Brigados generolas a vyšší Generolas leitenantas. Jejím ekvivalentem u námořnictva je Kontradmirolas. 

Litva: armáda
Litva: letectvo
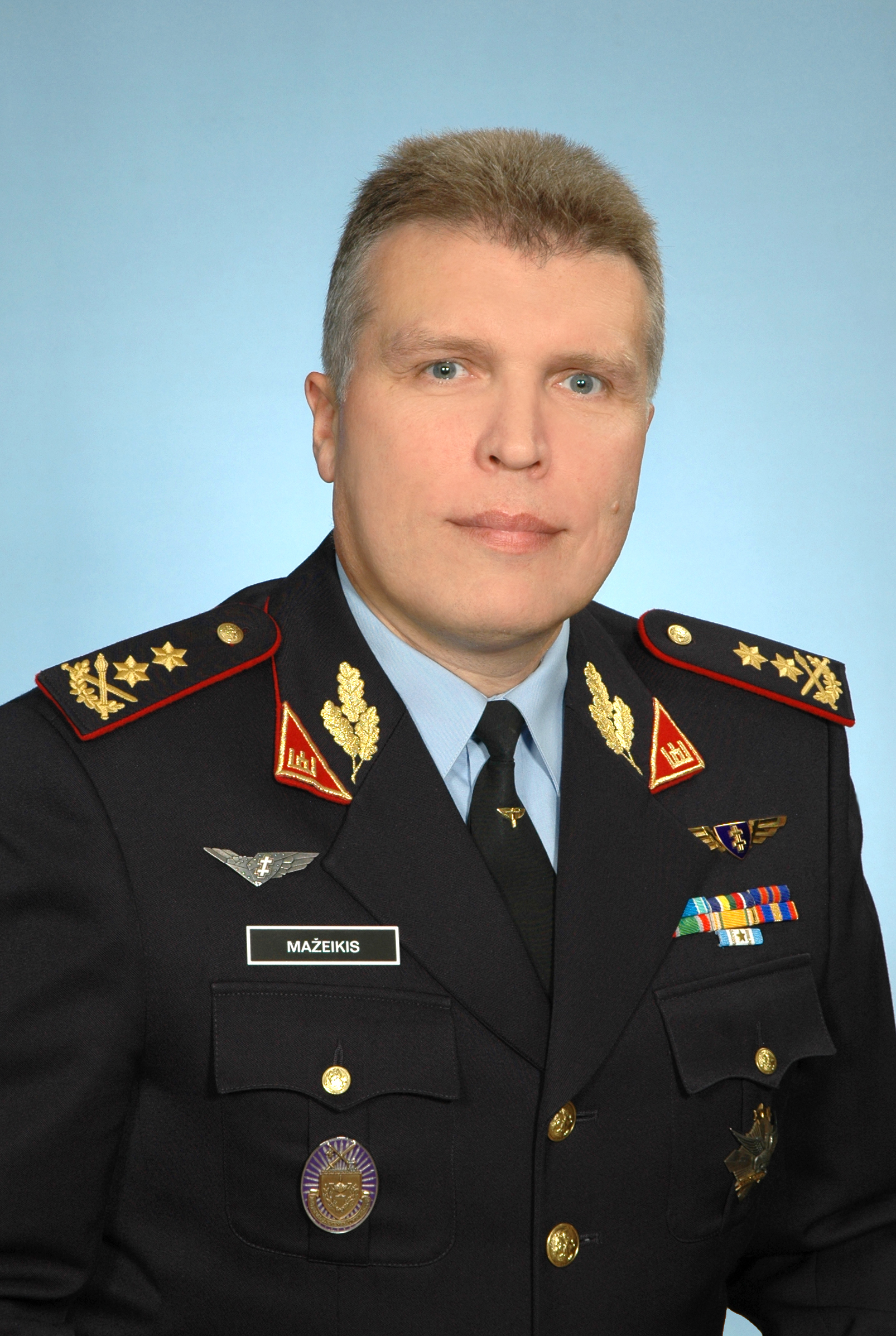
Litva: Generolas majoras E. Mažeikis

### Lotyšsko
V Lotyšsku je hodnost Ģenerālmajors používána u armády a letectva. Nižší hodnost je Brigādes ģenerālis a vyšší Ģenerālleitnants. Jejím ekvivalentem u námořnictva je Kontradmirālis. V minulosti byly na uniformách příslušníků pozemních sil používány límcové výložky. Později se začaly používat výložky na ramenou.

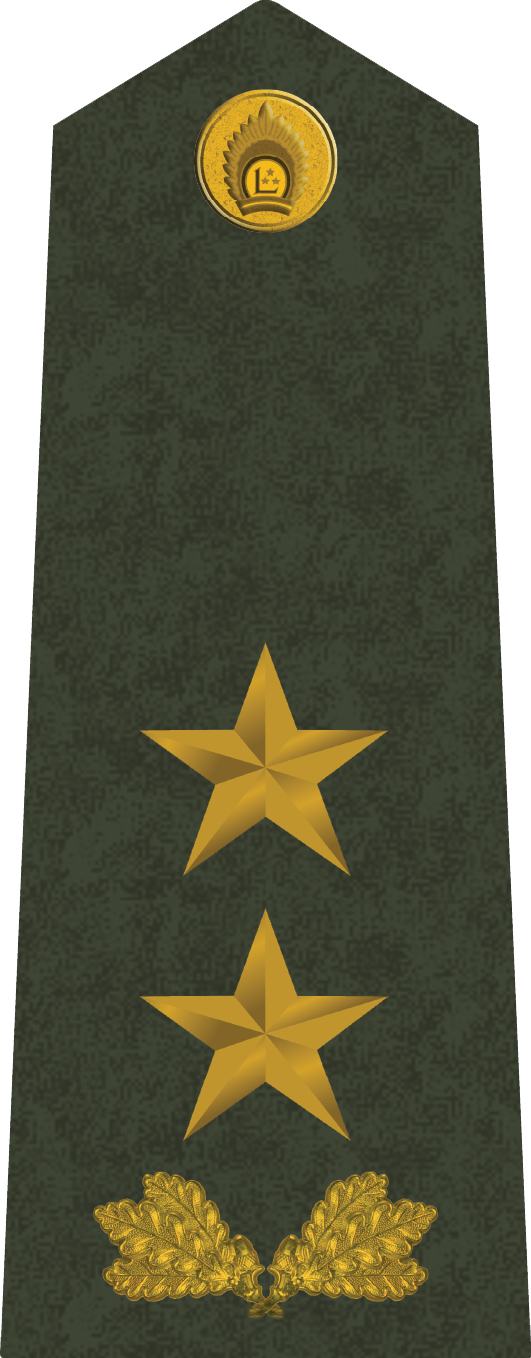
Lotyšsko: armáda
Lotyšsko: letectvo
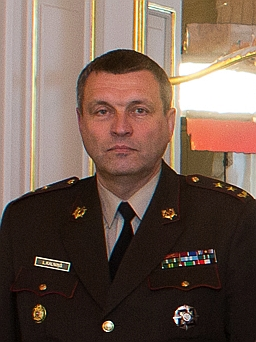
Lotyšsko: Ģenerālmajors L. Kalniņš (2017)

### Lucembursko
V Lucembursku se tato hodnost nepoužívá, nejvyšší hodností je zde Général (Chef d'État-Major).

### Maďarsko
V Maďarsku je hodnost vezérőrnagy používána u ozbrojených sil. Nižší hodnost je dandártábornok (česky: brigádní generál) a vyšší altábornagy (v doslovném překladu polní vice-maršál, česky: generálporučík). Vzhled výložek u armády a letectva se vzhledově neliší.

Maďarsko

### Malta
Na Maltě se hodnost odpovídající generálmajorovi nepoužívá, nejvyšší hodností je v tomto státě Brigadier.

### Německo
V Německu je hodnost Generalmajor používána u armády a letectva. Nižší hodnost je Brigadegeneral a vyšší Generalleutnant. Jejím ekvivalentem u námořnictva je Konteradmiral.

Německo: armáda
Německo: letectvo

### Nizozemsko
V Nizozemsku je hodnost Generaal-majoor používána u armády a letectva. Nižší hodnost u armády je Brigadegeneraal a u letectva Commodore a vyšší v obou složkách Luitenant-generaal. Jejím ekvivalentem u námořnictva je Schout-bij-nacht. Název je odvozen od dříve používané hodnosti sergeant-majoor-generaal, která se v Nizozemí používala v 17. století. Již ve vojenském slovníku z roku 1861 je H. M. F. Landolt titulován jako generaal-majoor.

Nizozemsko: armáda
Nizozemsko: letectvo

### Norsko
V Norsku je hodnost Generalmajor používána u armády a letectva. Nižší hodnost je Brigader a vyšší Generalløytnant. Jejím ekvivalentem u námořnictva je Kontreadmiral. V roce 2016 byl zaveden dvoustupňový hodnostní systém, kdy se začaly rozlišovat důstojnické a poddůstojnické hodnosti. V letech 1975 až 2016 zde poddůstojnický systém nebyl.

Norsko: armáda
Norsko: letectvo
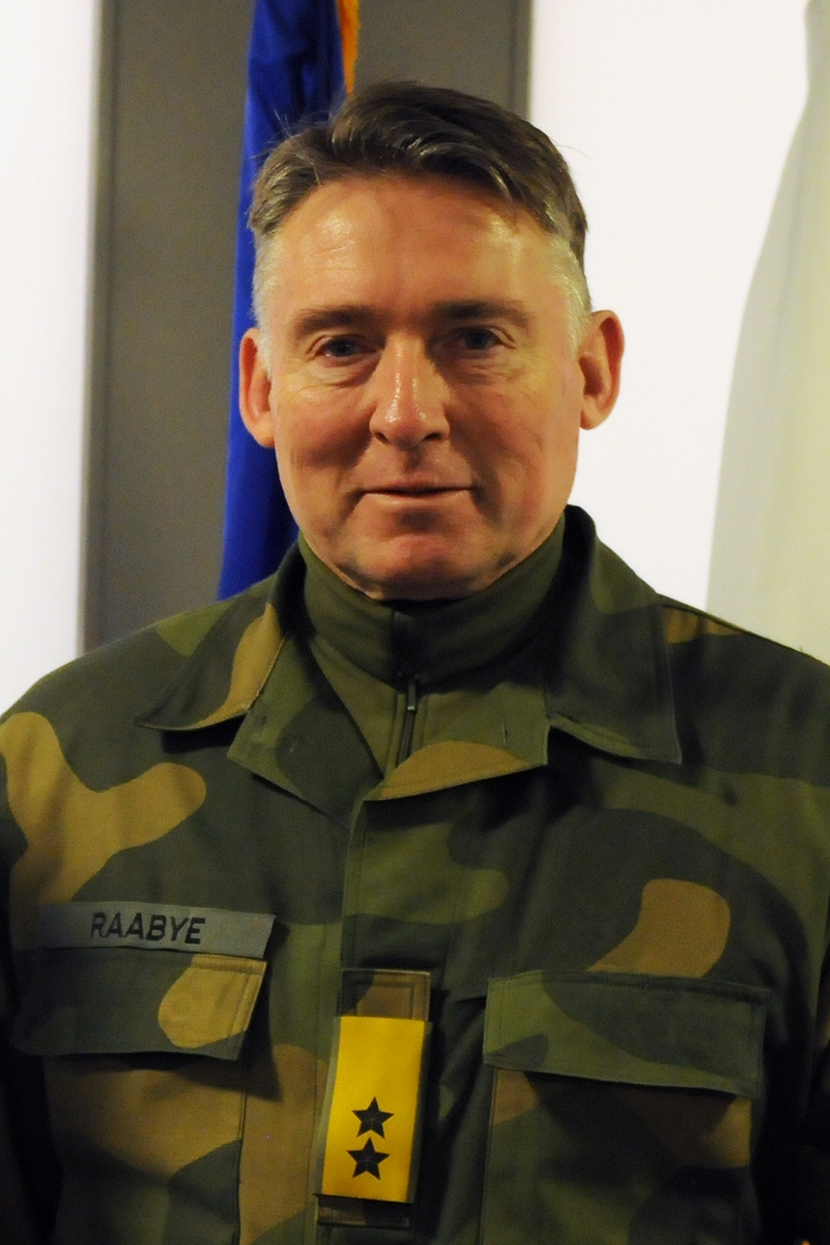
Norsko: Generalmajor T. R. Raabye

### Portugalsko
V Portugalsku se hodnost Major-general používá u armády a letectva. Nižší hodnost je Brigadeiro-general a vyšší Tenente-general. Jejím ekvivalentem u námořnictva je hodnost Contra-almirante. Tato hodnost byla v Portugalsku využívána pouze krátce v období let 1862 až 1864 a znovu zavedena byla až v roce 1999. V roce 2015 se posunula v hierarchii hodností tím, jak byla do systému přidána hodnost brigádního generála. Po většinu 19. a první polovinu 20. století byl titul Major-General určen pro nejvyšší představitele jednotlivých složek ozbrojených sil a zanikl v roce 1950 poté, co byly tyto funkce sloučeny do pozice vrchního velitele štábu ozbrojených sil.

Portugalsko: armáda
Portugalsko: letectvo

### Rakousko
V Rakousku je používána hodnost Generalmajor (GenMjr) a to už od dob Rakouska-Uherska. Nižší hodnost je Brigadier (Bgdr) a vyšší Generalleutnant (GenLt). Po druhé světové válce nebyla hodnost opět používána až od roku 1955, kdy byla obnovena suverenita státu. Hodnost generálmajora bývala v rakouských ozbrojených silách na výložkách reprezentována pouze jednou hvězdou a to až do roku 1980, kdy došlo k přizpůsobení podoby mezinárodním zvyklostem a počet vzrostl na dvě hvězdy. Ve stejné době bylo také nahrazeno označení „Generalmajor“ pojmem „Divisionär“ (česky: divizní). Tohoto označení se užívalo od roku 1980 až do 2002. Nicméně i v té době bylo během zahraničních misí využíváno označení „Generalmajor“. Na výložkách jsou tradičně používány šesticípé hvězdy, které symbolizují protěž alpskou (Leontopodium alpinum).

Rakousko
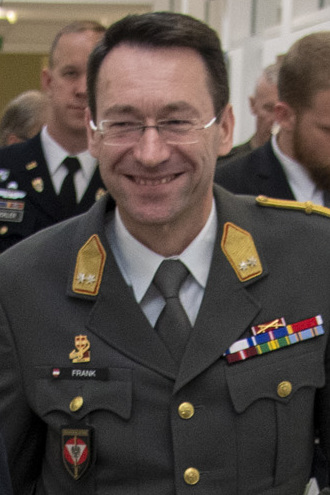
Rakousko: Generalmajor J. Frank (2019)
Rakousko-Uhersko
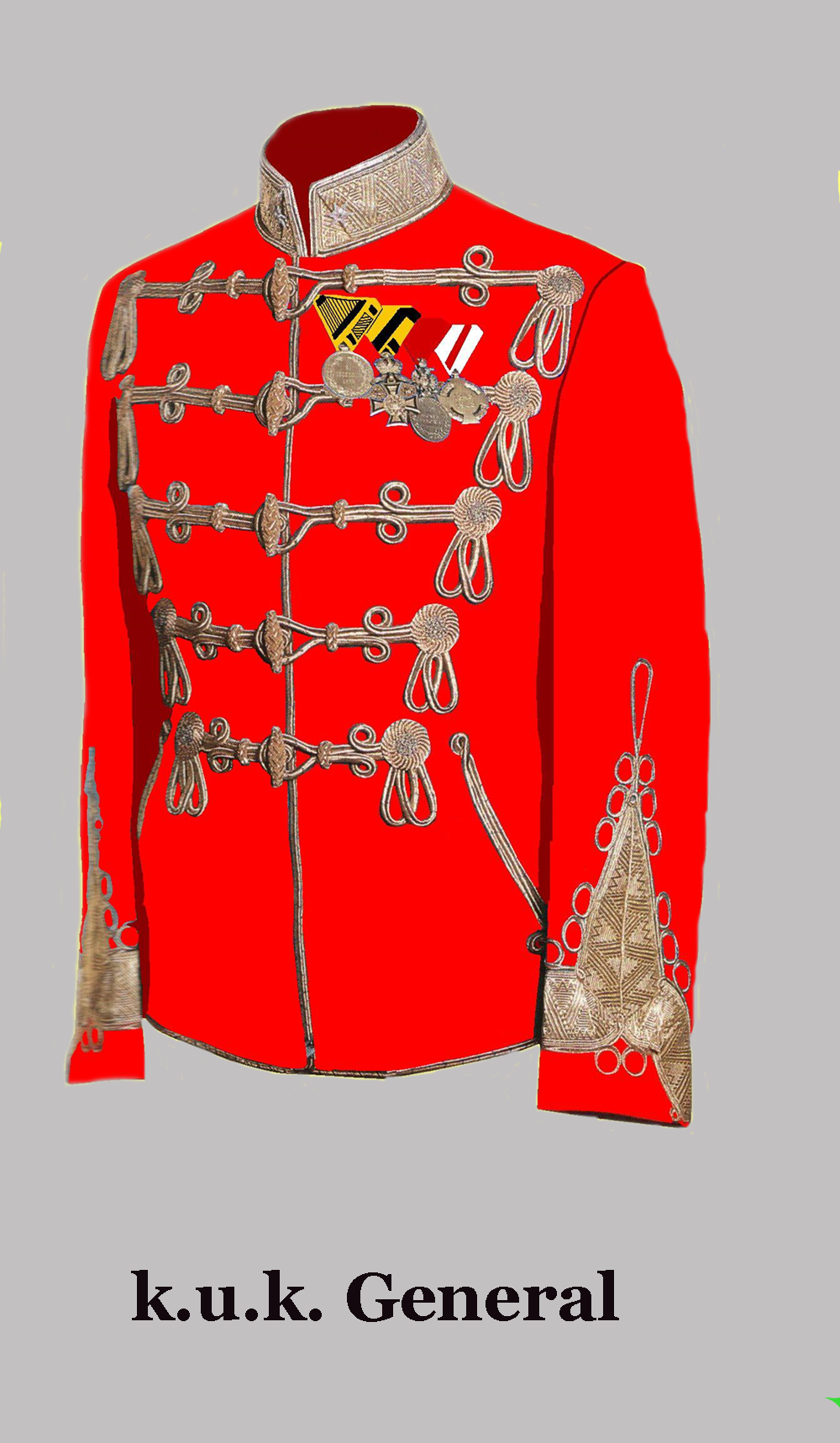
Rakousko-Uhersko: uniforma (maďarská verze)

### Rumunsko
V Rumunsku je hodnost General-maior používána u armády a u letectva. Nižší hodnost je General de brigadă a vyšší General-locotenent. Jejím ekvivalentem u námořnictva je Contraamiral.

Rumunsko: armáda
Rumunsko: letectvo
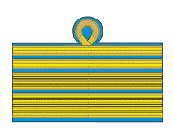
Rumunsko: letectvo (rukávová výložka)

### Rusko
V Rusku je hodnost General-major (rusky: Генера́л-майо́р) používána u armády a letectva. V tomto případě však hodnost generál-majora odpovídá podle standardů NATO stupni OF-6, nikoliv běžnému stupni OF-7. Nižší hodnost je Polkovnik (rusky: Полко́вник) a vyšší General-leytenant (rusky: Генера́л-лейтена́нт). Jejím ekvivalentem u námořnictva je kontr-admiral (rusky: Контр-адмирал). Moderní ruské vojenské hodnosti mají svůj původ v dobách vlády Petra I. Velikého. Většina jejich názvů byla vypůjčena z jiných již existujících vojenských útvarů z pruských, francouzských, anglických, nizozemských a polských hodností. Vzhled výložek pak vychází ze sovětského vzoru, který byl po vzniku Ruské federace mírně upraven.

Rusko: armáda slavnostní uniforma, používána 1955–1994 a znovu od 2010
Rusko: armáda
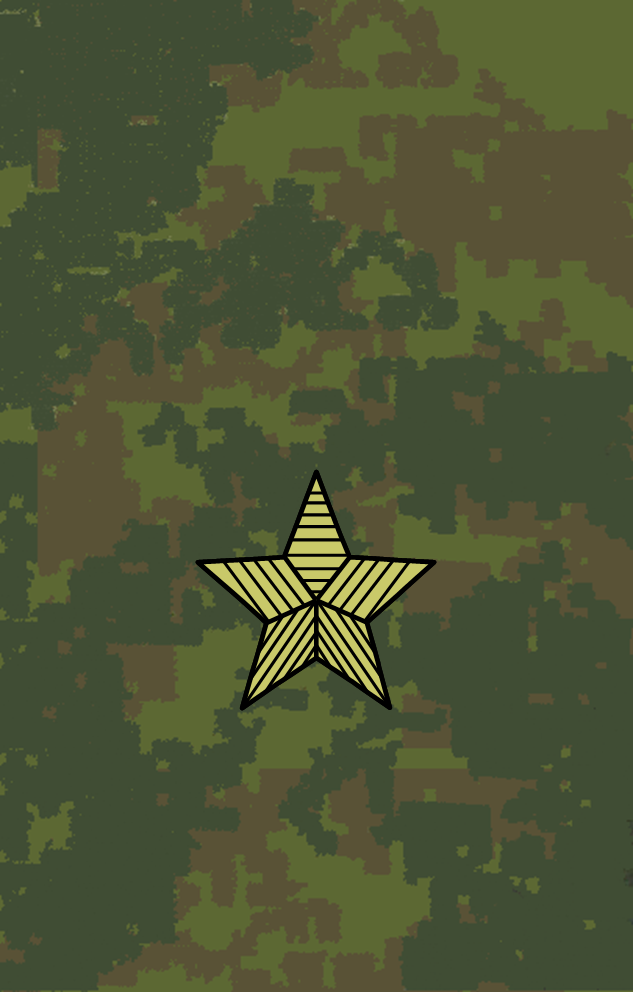
Rusko: armáda
Rusko: letectvo
Rusko: armáda (1994–2010)
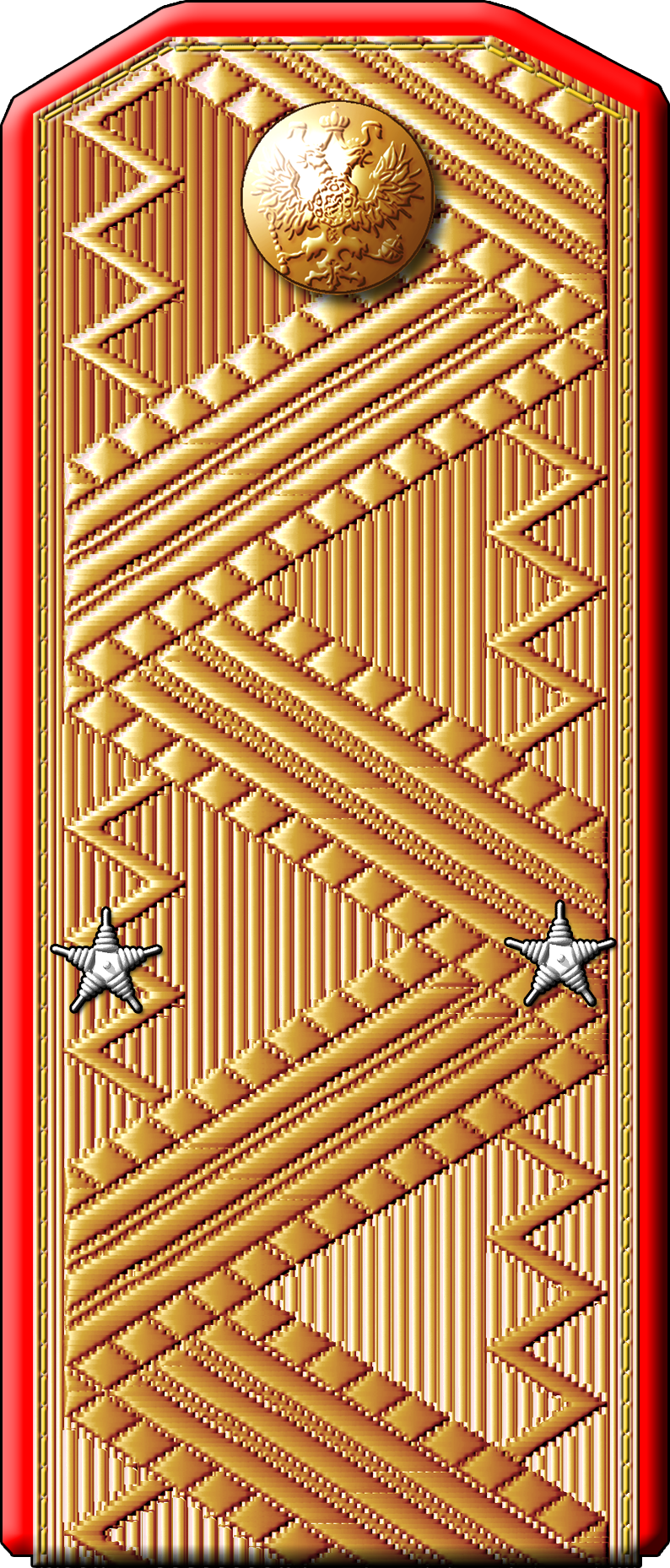
Rusko: (do 1917)
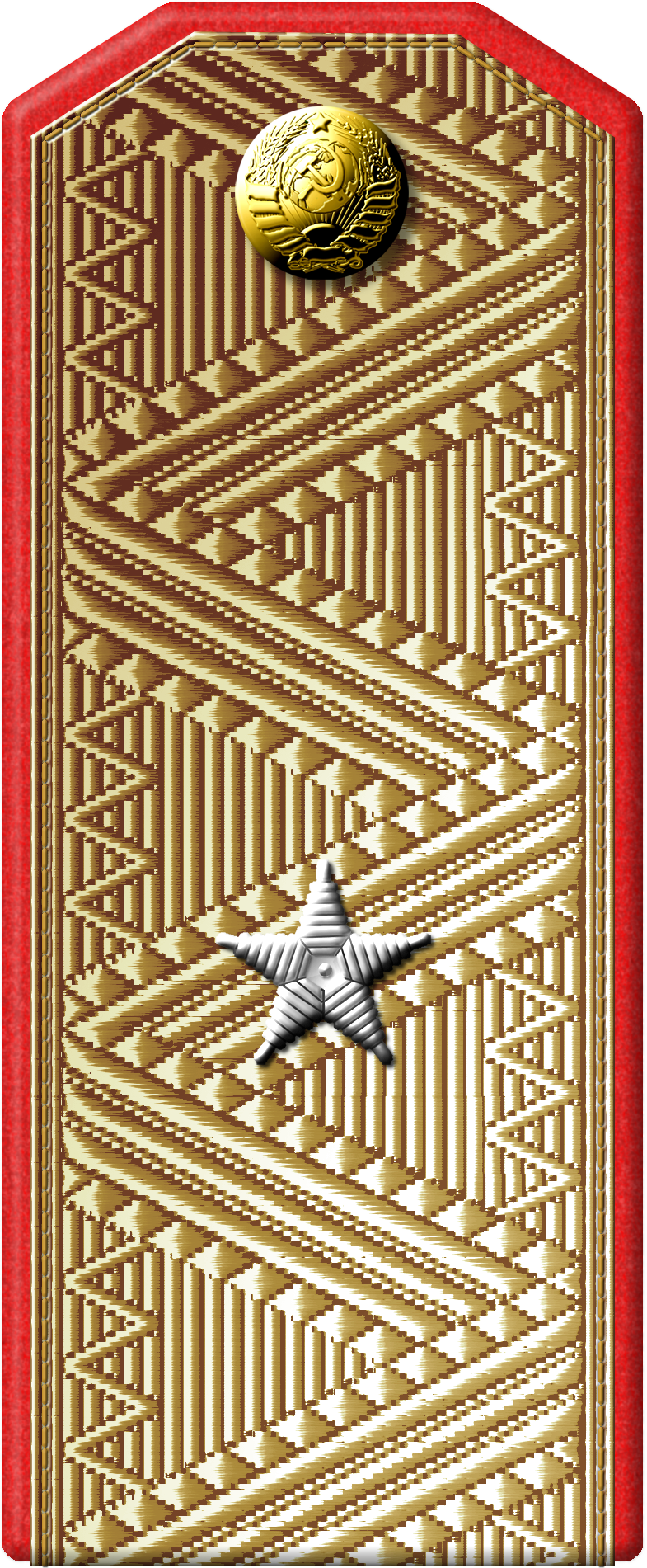
SSSR: (1943–1955)

### Řecko
V Řecku je hodnost Ypostratigos (řecky: Υποστράτηγος) používána u armády. Nižší hodnost je Taxiarchos (řecky: Ταξίαρχος) a vyšší Antistratigos (řecky: Αντιστράτηγος). Jejím ekvivalentem u námořnictva je Yponavarchos (řecky: Υποναύαρχος) a u letectva Ypopterarchos (řecky: Υποπτέραρχος). Moderní hodností mají svůj původ ve starověkém Řecku a v byzantské říši, ačkoliv korespondují s moderními hodnostmi západních armád.

Řecko: armáda

### Severní Makedonie
V Severní Makedonii je hodnost general-major používána u armády a letectva. Nižší hodnost je Brigadnej general a vyšší General-polkovnik. V roce 1991 byl jugoslávský hodnostní systém nahrazen systémem novým, který z toho předchozího vychází.

Severní Makedonie: armáda
Severní Makedonie: letectvo

### Slovensko
Na Slovensku je hodnost generálmajor používána u armády a letectva. Nižší hodnost je Brigádny Generál a vyšší Generálporučík.Generálmajor byl taky Josef Gabčík, který společně s Janem Kubišem provedli atentát na Heydricha v roce 1942. 

Slovensko: armáda
Slovensko: letectvo

### Slovinsko
Ve Slovinsku je hodnost Generalmajor používána u armády a letectva. Nižší hodnost je Brigadier a vyšší Generalpodpolkovnik. Jejím ekvivalentem u námořnictva je hodnost Kontraadmiral. Až do roku 1993 byla nejnižší generálskou hodností. V daném roce došlo k zavedení hodnosti brigádního generála. V roce 1995 pak byla hodnost generálmajora zrušena a obnovena byla v roce 2002.

Slovinsko: armáda
Slovinsko: letectvo

### Spojené království
Ve Spojeném království je hodnost Major-General (Maj Gen) používána u armády a námořní pěchoty. Nižší je hodnost Brigadier (Brig) a vyšší Lieutenant-general (Lt Gen). Jejím ekvivalentem u námořnictva je Rear admiral (R. Adm.) a u letectva pak Air vice-marshal (AVM). Krátce po vzniku Royal Air Force byla hodnost Major-general užívána i v této složce a to do srpna 1919. Na výložkách je meč skřížený s obuškem a nad nimi umístěná hvězda odvozená od Báthského řádu.

Spojené království: armáda
Spojené království: námořní pěchota

### Srbsko
V Srbsku je hodnost General-major používána u armády a letectva. Nižší hodnost je Brigadni-general a vyšší General-poltnykovnik. Jejím ekvivalentem u námořnictva je Kontra Admiral. Před první světovou válkou existovaly pouze tři generálské hodnosti. General od roku 1872, Armádní generál v letech 1900 až 1901 a Vojvoda od roku 1901). Čtyři generálské hodnosti byly zavedeny v roce 1923.

Srbsko: armáda
Srbsko: letectvo

### Turecko
V Turecku je hodnost Tümgenerali používána u armády a letectva. Nižší hodností je Tuğgeneral a vyšší Korgeneral. Jejím ekvivalentem u námořnictva je Tümamiral.

Turecko: armáda
Turecko: letectvo

### Ukrajina
Na Ukrajině je hodnost General-major používána u armády, letectva a námořní pěchoty. Nižší hodnost je Brigadnij-general a vyšší general-lejtenant. Jejím ekvivalentem u námořnictva je Kontr-admiral. Hodnostní systém vycházel ze sovětského vzoru a byl přijat v březnu 1992. V roce 2009 došlo k úpravě vzhledu výložek. Nově byla na výložce generálmajora nahrazena jedna hvězda dvěma, avšak tato změna nebyla široce aplikována a bylo od ní upuštěno a vráceno k sovětskému stylu. V roce 2016 došlo k nové reformě během které se vzhled i hodnostní systém přiblížil standardům NATO.

Ukrajina: armáda
Ukrajina: letectvo
Ukrajina: námořní pěchota

## Amerika

### Antigua a Barbuda
Na Antigui a Barbudě se tato hodnost nepoužívá, nejvyšší hodností je zde Colonel.

### Barbados
Na Barbadosu je používána hodnost Major General, která je nejvyšší vojenskou hodností obranných sil. U letectva tato hodnost neexistuje, nejvyšší hodností je zde Commander. Nižší hodnost je Brigadier General. Hodnostní systém i vzhled výložek vychází z britského vzoru.

Barbados

### Belize
V Belize je používána hodnost Major-General, která je nejvyšší vojenskou hodností ozbrojených sil. Nižší hodnost je Brigadier General. Hodnostní systém i vzhled výložek vychází z britského vzoru.

Belize

### Dominikánská republika
V Dominikánské republice je hodnost Mayor General používána u armády a letectva. Nižší hodnost je General de Brigada a vyšší Teniente General. Jejím ekvivalentem u námořnictva je Vicealmirante.

Dominikánská republika: armáda
Dominikánská republika: letectvo

### Guyana
V Guyaně je hodnost Major general používána u armády. Nižší hodnost je Brigadier general a vyšší Lieutenant general. Jejím ekvivalentem u námořnictva je Rear admiral, který je v této složce také nejvyšší udělovanou hodností. Hodnostní systém i vzhled výložek vychází z britského vzoru.

Guyana

### Haiti
Na Haiti se tato hodnost nepoužívá. u armády je používána nižší hodnost General de Brigade a vyšší hodnost Lieutenant-général.

### Jamajka
Na Jamajce je používána hodnost Major General, která je nejvyšší vojenskou hodností používanou u armády a letectva. Nižší hodnost je Brigadier General v případě letectva a Brigadier v případě armády. Hodnostní systém i vzhled výložek vychází z britského vzoru

Jamajka: armáda

### Kanada
V Kanadě je hodnost Major-General (francouzsky: Major-général) používána u armády a letectva. Nižší hodnost je Brigadier-General (francouzsky: Brigadier-général) a vyšší Lieutenant-General (francouzsky: Lieutenant-général). Jejím ekvivalentem u námořnictva je Rear-admiral (francouzsky: Contre-amiral). Letectvo používá tuto hodnost až od roku 1968, do té doby se používala hodnost air vice-marshal.

Kanada: armáda
Kanada: letectvo
Kanada: armáda (2013–2016)
Kanada: letectvo (1968–2010)

### Kolumbie
V Kolumbii je hodnost Mayor General používána u armády a námořní pěchoty. V letectvu je používána hodnost Mayor General del Aire. Nižší hodnost je Brigadier General a vyšší až hodnost OF-9 General de Ejercito. Jejím ekvivalentem u námořnictva je hodnost Vicealmirante. Hodnostní systém je založen na článku 217 Kolumbijské ústavy z roku 1991.

Kolumbie: armáda
Kolumbie: námořní pěchota
Kolumbie: letectvo

### Nikaragua
V Nikaragui je hodnost Mayor General používána u armády a letectva. Nižší hodnost je General de Brigada a vyšší General de Ejército, která odpovídá OF-9 dle klasifikace NATO. U námořnictva ekvivalent není, nejvyšší hodností je zde Contralmirante. Dřívější vzhled výložek kubánského stylu byl v roce 2010 nahrazen. Vzhled od roku 2010 tak vychází z podoby výložek používaných Národní gardou před okem 1979.

Nikaragua: armáda
Nikaragua: letectvo

### Spojené státy americké
Ve Spojených státech amerických je hodnost Major General používána u armády, letectva a námořní pěchoty (liší se v používané zkratce, u armády MG a u letectva Maj Ge). Nižší hodnost je Brigadier General a vyšší Lieutenant General. Jejím ekvivalentem u námořnictva je Rear Admiral. Kořeny amerického hodnostního systému sahají k britskému systému, ze kterého přebírají jak hodnosti, tak jejich pojmenování. Poprvé byla hodnost Major General zavedena 17. června 1775. Vyhláška z roku 1780 předepsala generálům nosit stříbrné hvězdy na náramenících. Zákonem z 16. března 1802 byla tato hodnost v americké armádě zrušena a natrvalo obnovena dne 11. ledna 1812. U námořní pěchoty nebyla tato hodnost udělována až do 21. května 1902, kdy byl do hodnosti generálmajora povýšen Charles Heywood. Po jeho smrti opět tato hodnost u námořní pěchoty nebyla a to až do 21. května 1908. Od tohoto data až do 20. ledna 1942 pak hodnost generálmajora byla nejvyšší generálskou hodností této složky. Generálmajoři v USA obvykle velí divizi o velikosti 10-15 tisíc vojáků a je nejvyšší trvale udělovanou hodností v dobách míru. V USA existují pravidla, která omezují maximální počet generálů v aktivní službě i v rezervních silách pro jednotlivé složky.

USA: armáda
USA: letectvo
USA: vlajka (armáda)
USA: vlajka (námořní pěchota)
USA: vlajka (letectvo)
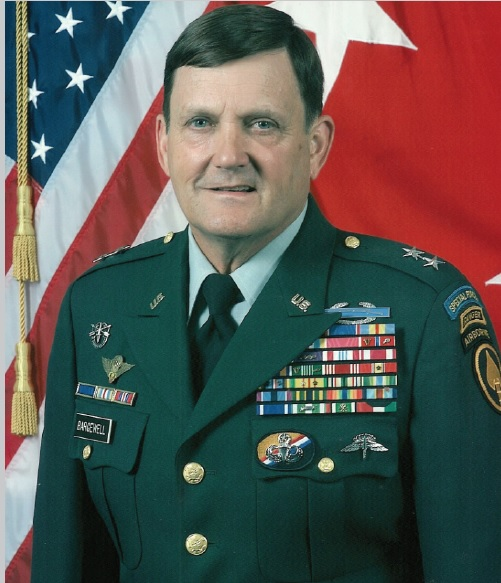
USA: Major General E. Bargewell

### Surinam
V Surinamu se tato hodnost nepoužívá, nejvyšší hodností je zde Brigade-generaal.

### Trinidad a Tobago
Na Trinidadu a Tobagu je používána hodnost Major General, která je nejvyšší vojenskou hodností armády. Jejím ekvivalentem u námořnictva je Rear Admiral. U letectva tato hodnost používána není, nejvyšší hodností je zde Group Captain. Nižší hodnost je Brigadier General. Hodnostní systém i vzhled výložek vychází z britského vzoru.

Trinidad a Tobago

### Uruguay
V Uruguayi je hodnost Mayor General používána u armády a letectva. Nižší hodností je Coronel a vyšší Teniente General. Jejím ekvivalentem u námořnictva je Contraalmirante. Uruguay bývala španělskou a později portugalskou kolonií a tak hodnostní systém i vzhled výložek vychází ze španělského a portugalského vzoru.

## Asie

### Afghánistán
V Afghánistánu je hodnost Turan Jenral používána u armády a letectva. Nižší hodnost je Brid Jenral a vyšší Dagar Jenral.

Afghánistán: armáda
Afghánistán: letectvo

### Arménie
V Arménii je používána hodnost generálmajor (arménsky: Գեներալ-մայոր), která je ovšem v tomto státě považována za ekvivalent hodnosti OF-6 dle standardu NATO (tedy za hodnost brigádního generála). Nižší hodnost je plukovník (arménsky:գնդապետ) a vyšší generálporučík (arménsky: գեներալ- լեյտենանտ). Arménie bývala součástí Sovětského svazu a tak hodnostní systém i vzhled výložek vychází z ruského vzoru.

Arménie: armáda
Arménie: letectvo
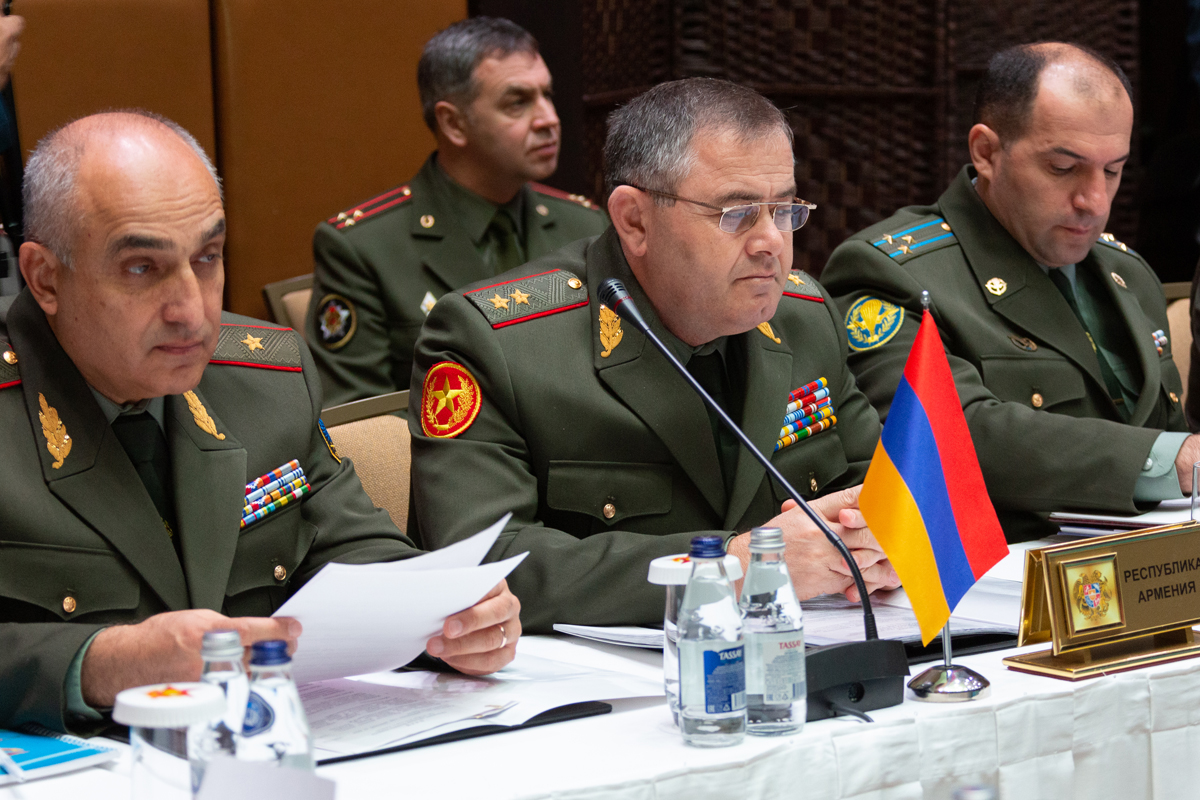
Arménie: Major general

### Ázerbájdžán
V Ázerbájdžánu je hodnost general-mayor používána armádou a letectvem. Tato hodnost je však v tomto státě považována za ekvivalent hodnosti OF-6 dle standardu NATO (tedy za hodnost brigádního generála). Jejím ekvivalentem u námořnictva je hodnost kontr-admiral. Ázerbájdžán býval součástí Sovětského svazu a tak hodnostní systém i vzhled výložek vychází z ruského vzoru, ačkoliv nese znaky tureckého vlivu.

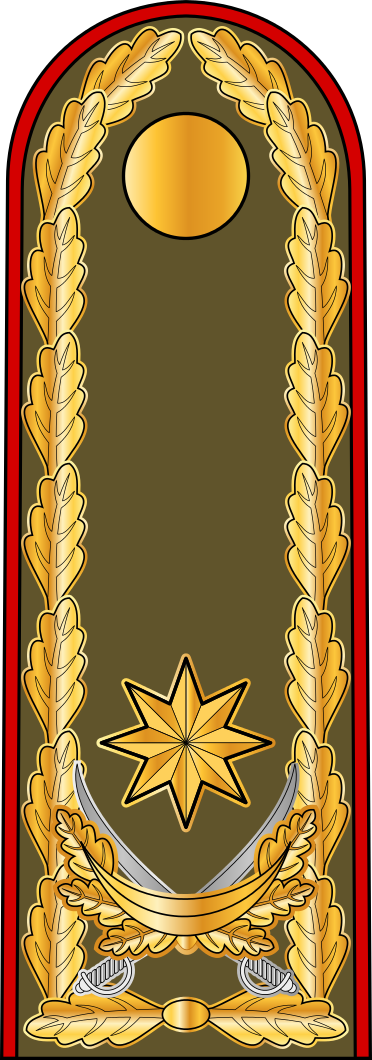
Ázerbájdžán: armáda
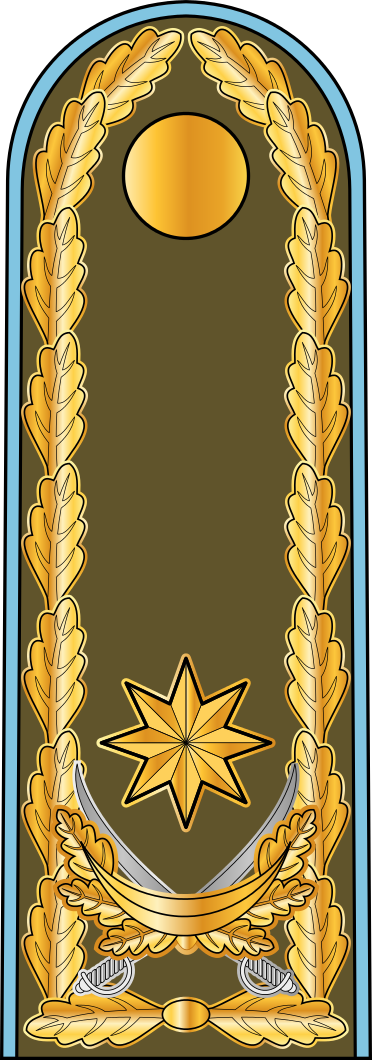
Ázerbájdžán: letectvo
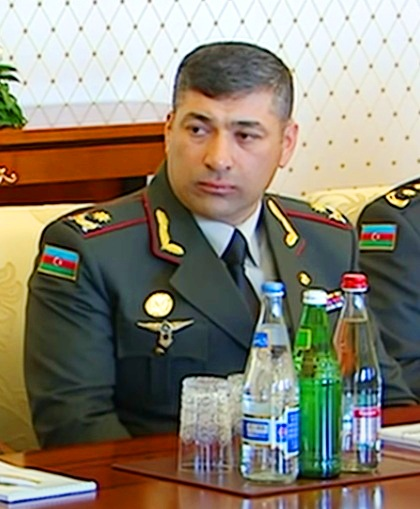
Ázerbájdžán: general-mayor M. Barkhudarov

### Bahrajn
V Bahrajnu je hodnost generálmajor používána u armády, letectva a námořnictva. Nižší hodnost je brigádní generál a vyšší generálporučík. Bahrajn býval britským protektorátem a tak hodnostní systém vychází z britského vzoru.

Bahrajn: armáda
Bahrajn: námořnictvo
Bahrajn: letectvo

### Bangladéš
V Bangladéši je hodnost generálmajor používána u armády. Nižší hodnost je brigádní generál a vyšší generálporučík. Jejím ekvivalentem u námořnictva je hodnost kontradmirál, u letectva pak letecký vice-maršál. Vzhled výložek vycházel z pákistánského vzoru. Během války o nezávislost v roce 1971 byl pákistánský znak a hvězda nahrazen listem lotosu. V roce 2013 byl opuštěn pákistánský styl u generálských hodností a byl zaveden nový hodnostní systém.

Bangladéš

### Bhútán
V Bhútánu je používána hodnost Major General u armády. Nižší hodnost je Brigadier General a vyšší Lieutenant General.

Bhútán

### Brunej
V Bruneji je hodnost Major General používána u armády a letectva. Nižší hodnost je Brigadier General a vyšší Lieutenant General. Jejím ekvivalentem u námořnictva je Laksamana muda. Vzhled výložek je dán dřívějším britským vlivem, který byl přizpůsoben brunejským podmínkám. Svým vzhledem se podobají malajským výložkám.

Brunej: armáda
Brunej: letectvo

### Čína
V Číně je hodnost generálmajor používána u armády a letectva. Nižší hodnost je plukovník velitel a vyšší generálporučík. Jejím ekvivalentem u námořnictva je kontradmirál. Čínská armáda hodnostní systém nepoužívala vždy, vznikl až v roce 1955. V květnu 1965 v návaznosti na kulturní revoluci byly hodnosti opětovně zrušeny. Znovu byly zavedeny až v roce 1988.

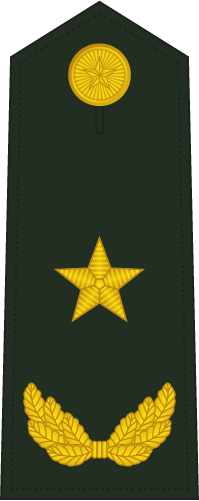
Čína: armáda
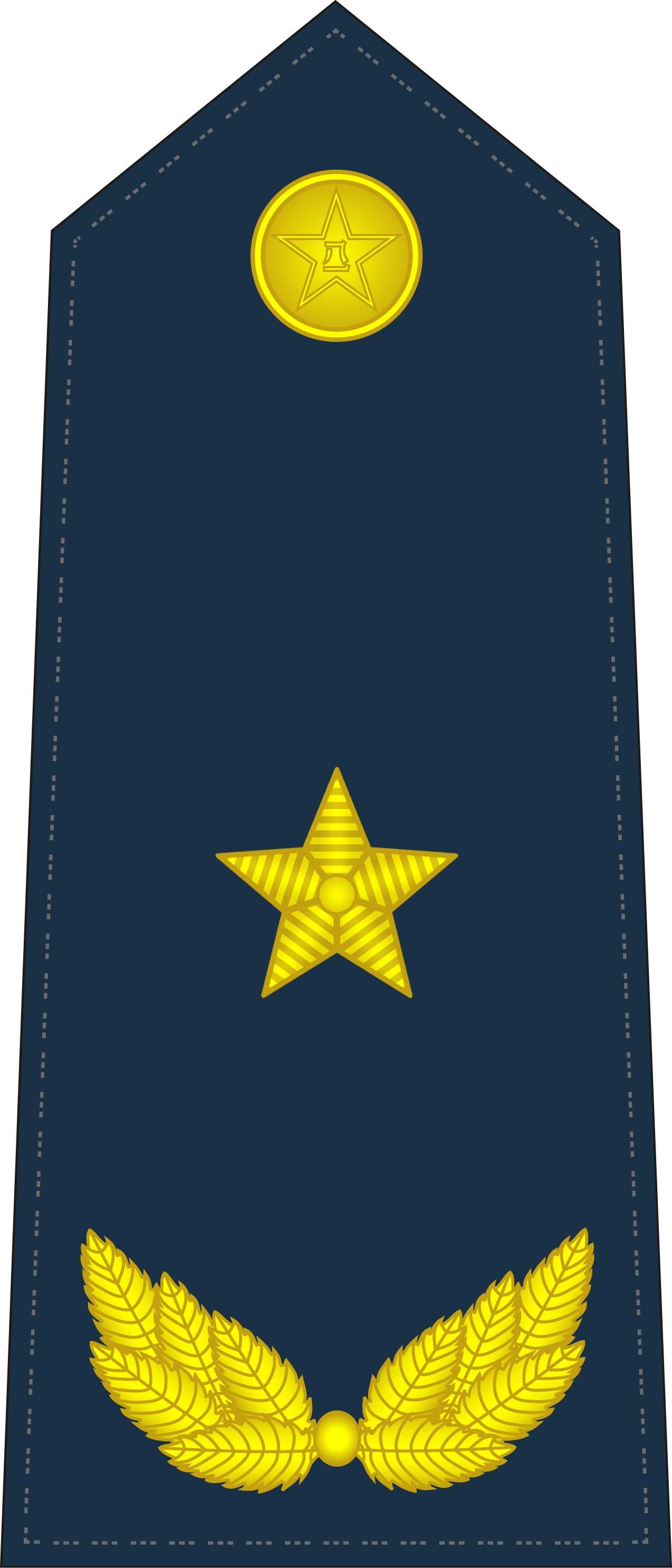
Čína: letectvo
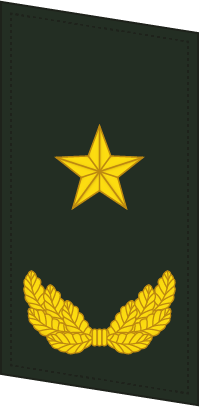
Čína: armáda (límcová výložka)
Čína: armáda (1955–195)
Čína: letectvo (1955–1965)

### Gruzie
V Gruzii je hodnost generálmajor používána u armády i letectva. Nižší je hodnost brigádní generál a vyšší generálporučík.

Gruzie: armáda
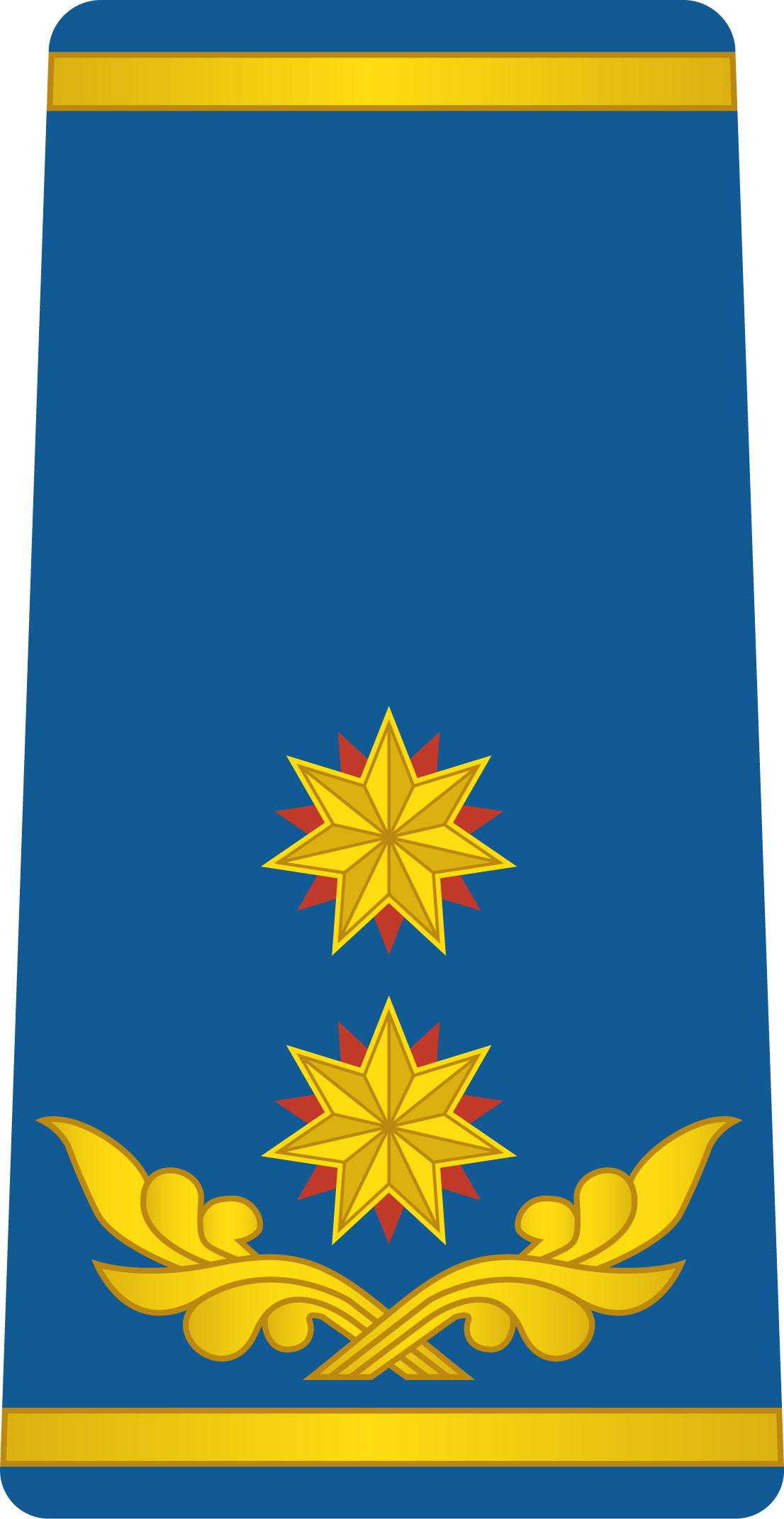
Gruzie: letectvo

### Indie
V Indii je hodnost generálmajor používána u armády. Nižší hodnost je brigádní generál a vyšší generálporučík. Jejím ekvivalentem u námořnictva je hodnost kontradmirál a u letectva letecký vice-maršál. Hodnosti obecně korespondují se systémy používanými západními zeměmi a zejména se v nich odráží britských vliv a vliv dalších zemích Commonwelthu. Stále se užívají jak tradiční názvy, tak i názvy evropské. Do 26. ledna 1950 se využívaly britské výložky, i přes osamostatnění Indie v roce 1947. Nicméně až do 26. ledna 1950 zůstával britský král Jiří VI. vrchním velitelem indických ozbrojených sil. Po tomto datu pěticípá hvězda byla nahrazena peckou a koruna nahrazena Ašókovým lvem.

Indie

### Indonésie
V Indonésii je hodnost Mayor Jenderal používána u armády. Nižší hodnost je Brigadir Jenderal a vyšší Letnan Jenderal. Jejím ekvivalentem u námořnictva je hodnost Laksamana Munda a Marsekal Muda u letectva. První hodnostní systém vytvořený na konci roku 1945 a používaný do roku 1957 následoval předchozích japonských zvyklostí. Již od tohoto počátku byla v hierarchii využita i hodnost generálmajora. V hierarchii se posunul poté, co byla do systému v roce 1957 zařazena hodnost brigádního generála. Vyšší důstojníci mají na výložkách zlaté hvězdy.

Indonésie

### Írán
V Íránu je hodnost Sarlashkar (سرلشکر) používána u armády, letectva a protivzdušné obrany. Nižší hodností je brigádní generál (سرتیپ) a vyšší generálporučík (سپهبد). Jejím ekvivalentem je hodnost Daryābār (česky: kontradmirál).

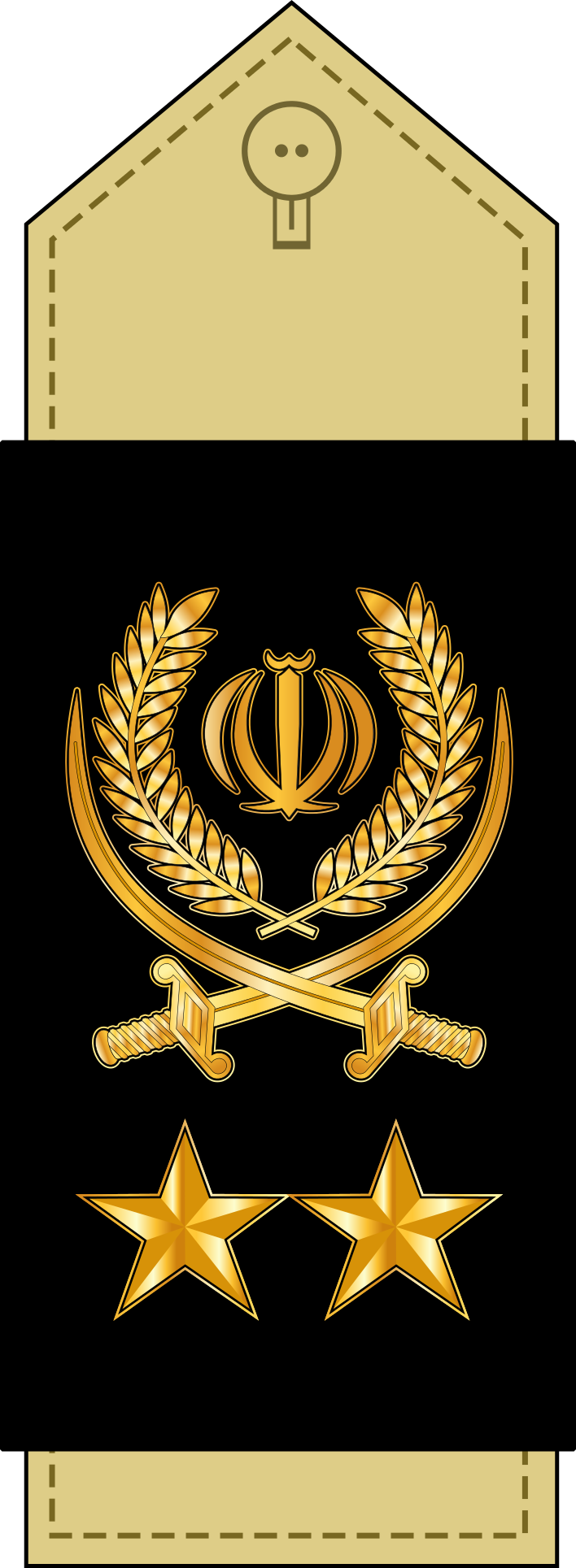
Írán: armáda
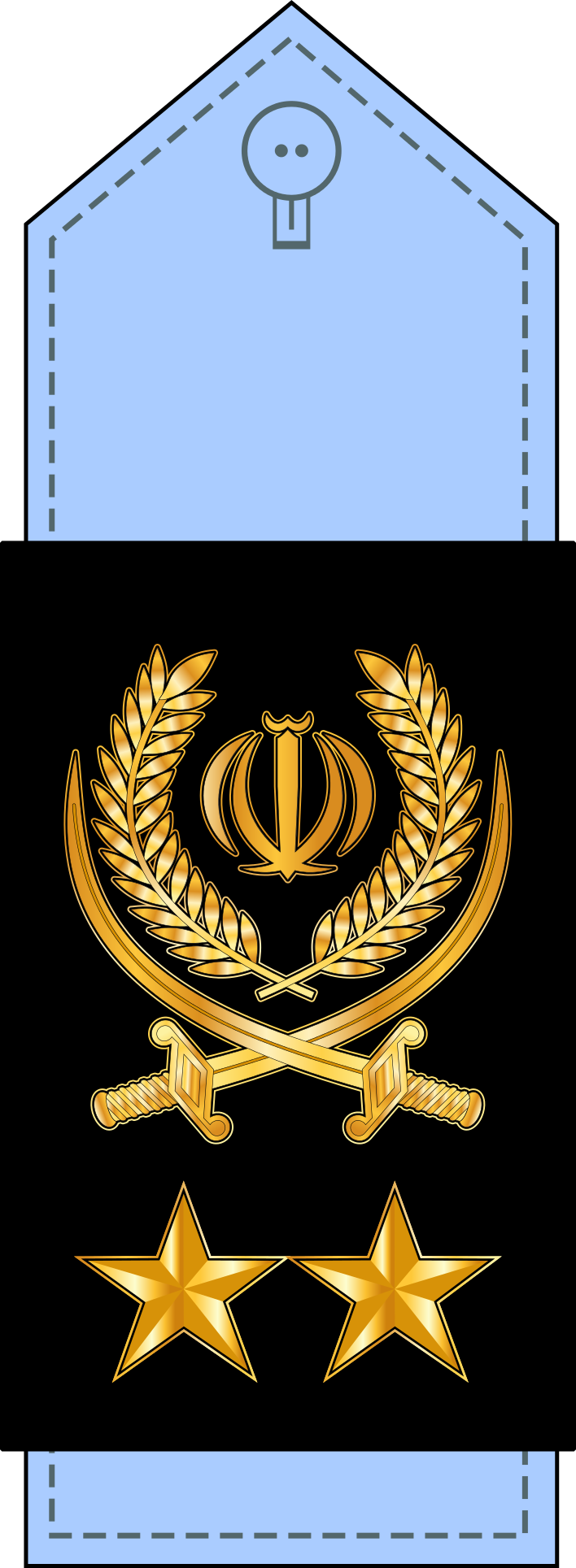
Írán: letectvo
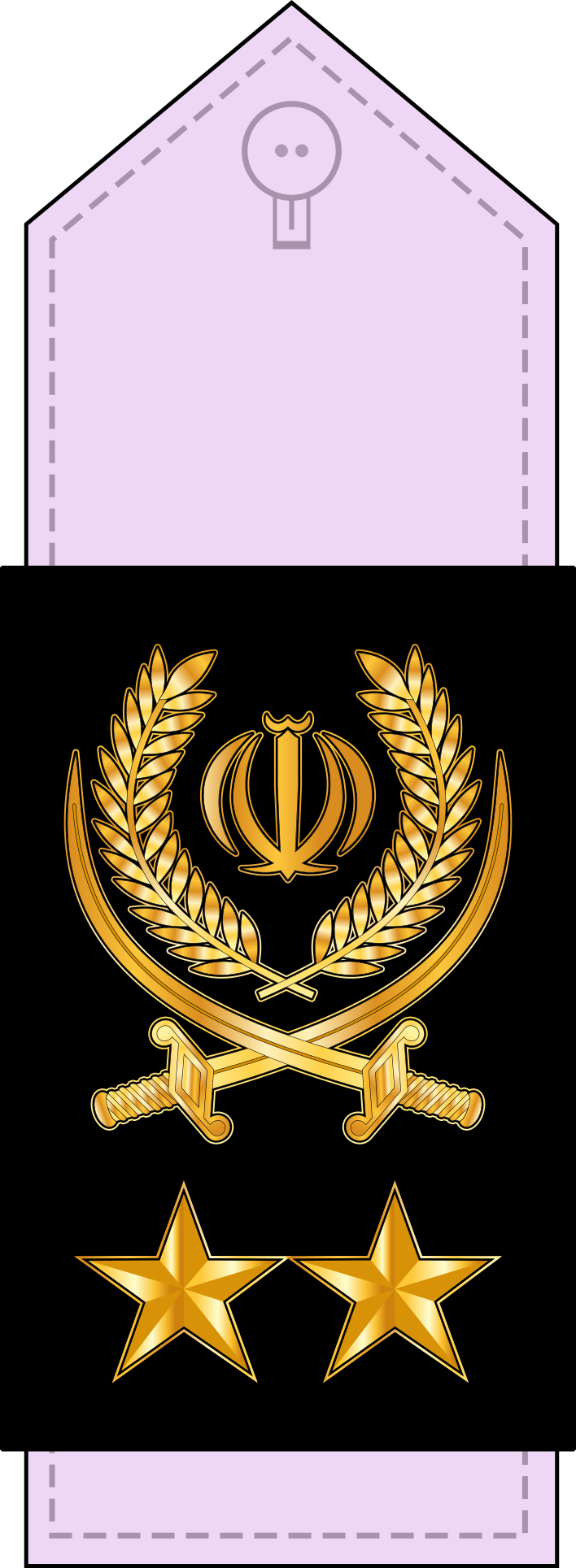
Írán: protivzdušná obrana

### Irák
V Iráku se hodnost generálmajor používá u armády a letectva. Nižší hodnost je brigádní generál a vyšší generálporučík. Jejím ekvivalentem u námořnictva je kontradmirál. Na výložkách generálmajora jsou skřížené meče a nad nimi umístěný republikánský orel.

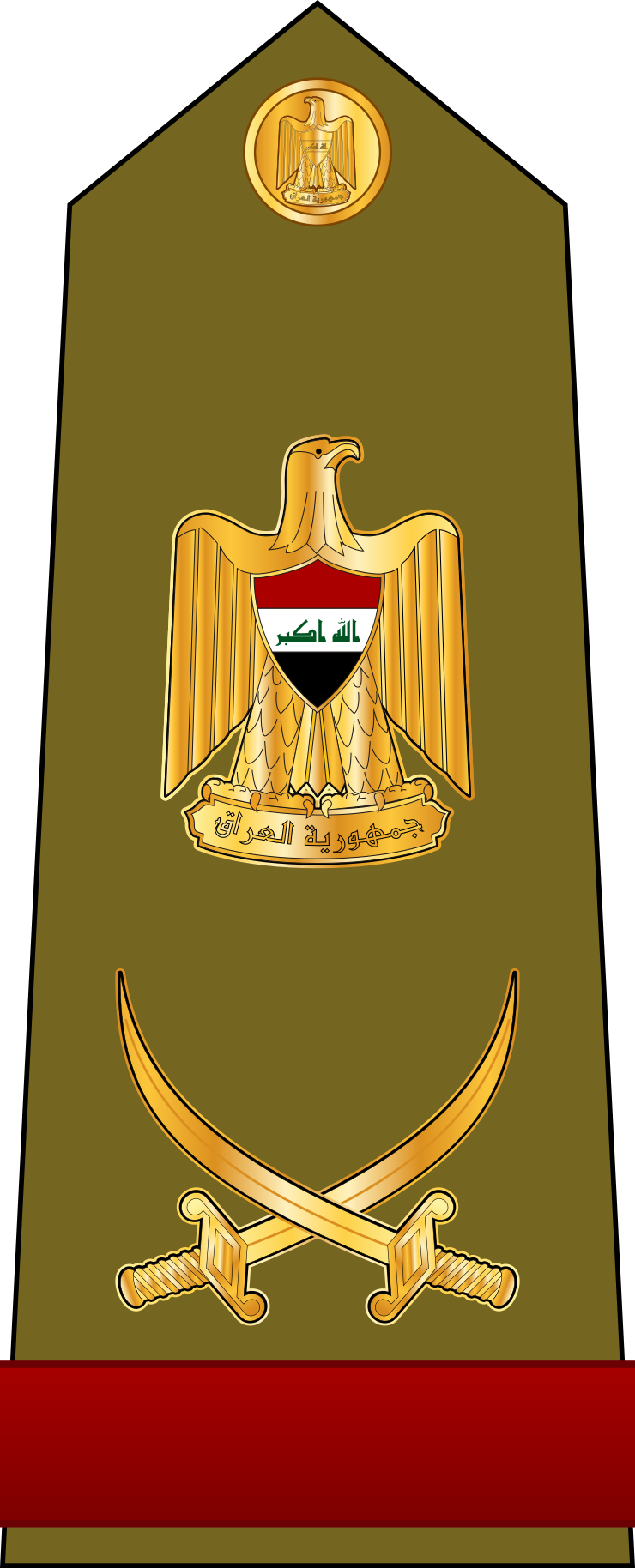
Irák: armáda
Irák: letectvo

### Japonsko
V Japonsku je hodnost rikushōho používána u armády. Nižší hodnost je issa a vyšší rikushō. Jejím ekvivalentem u námořnictva je kaishōho a u letectva kūshōho. Pěticípé hvězdy na výložkách symbolizují třešňové květy.

Japonsko

### Jemen
V Jemenu se hodnost generálmajor používá u armády a letectva. Nižší hodnost je brigádní generál a vyšší generálporučík. U námořnictva se takto vysoká hodnost nepoužívá. Hodnostní systém i vzhled výložek vychází z britského vzoru.

Jemen: armáda
Jemen: letectvo

### Jižní Korea
V Jižní Koreji se hodnost sojang používá u armády, letectva, námořnictva a námořní pěchoty. Nižší hodnost je junjang a vyšší jungjang. V armádě generálmajoři obvykle velí divizím o velikosti okolo 10000 vojáků. Hodnostní systém a vzhled výložek vychází z amerického a britského vzoru.

Jižní Korea: armáda
Jižní Korea: letectvo
Jižní Korea: námořní pěchota
Jižní Korea: námořnictvo

### Jordánsko
V Jordánsku je hodnost generálmajora používána u armády a letectva i v námořnictvu. Nižší hodnost je brigádní generál a vyšší generálporučík. Jordánsko bývalo britským protektorátem a tak hodnostní systém vychází z britského vzoru, ale vzhled výložek se od své předlohy značně liší.

Jordánsko: armáda
Jordánsko: letectvo

### Kambodža
V Kambodži je hodnost generálmajor používána u armády a letectva. Nižší hodnost je brigádní generál a vyšší generálporučík. Jejím ekvivalentem u námořnictva je kontradmirál. Kambodža bývala francouzským dominiem a tak i hodnostní systém vychází z francouzského vzoru. V letech 1979 až 1993 byl používán systém založený na sovětském vzoru.

Kambodža: armáda
Kambodža: letectvo

### Katar
V Kataru je hodnost generálmajor používána u armády a letectva. Nižší hodnost je brigádní generál a vyšší generálporučík. Jejím ekvivalentem u námořnictva je kontradmirál. Katar býval britským protektorátem a tak hodnostní systém i vzhled výložek vychází z britského vzoru.

Katar: armáda
Katar: letectvo

### Kazachstán
V Kazachstánu je hodnost general-major používána armádou a letectvem. Tato hodnost je však v tomto státě považována za ekvivalent hodnosti OF-6 dle standardu NATO (tedy za hodnost brigádního generála). Jejím ekvivalentem u námořnictva je hodnost kontr-admiral. Nižší hodnost je polkovnik a vyšší general-leytenant. Kazachstán býval součástí Sovětského svazu a tak hodnostní systém i vzhled výložek vychází z ruského vzoru.

Kazachstán: armáda
Kazachstán: letectvo

### Kuvajt
V Kuvajtu je hodnost generálmajora používána u armády a letectva. Nižší hodnost je brigádní generál a vyšší generálporučík. Jejím ekvivalentem u námořnictva je kontradmirál. Kuvajt býval britským protektorátem a tak hodnostní systém i vzhled výložek vychází z britského vzoru

Kuvajt: armáda
Kuvajt: letectvo

### Kyrgyzstán
V Kyrgyzstánu je hodnost general-major používána armádou a letectvem. Tato hodnost je však v tomto státě považována za ekvivalent hodnosti OF-6 dle standardu NATO (tedy za hodnost brigádního generála). Nižší hodnost je polkovnik a vyšší general-leytenant. Kyrgyzstán býval součástí Sovětského svazu a tak hodnostní systém i vzhled výložek vychází z ruského vzoru.

Kyrgyzstán: armáda
Kyrgyzstán: letectvo

### Laos
V Laosu je hodnost generálmajora používána všemi složkami ozbrojených sil. Nižší hodnost je brigádní generál a vyšší generálporučík. Laos býval francouzským dominiem a tak i hodnostní systém vychází z francouzského vzoru. Vzhled výložek byl silně ovlivněn sovětským vzorem, i když se v některých detailech liší.

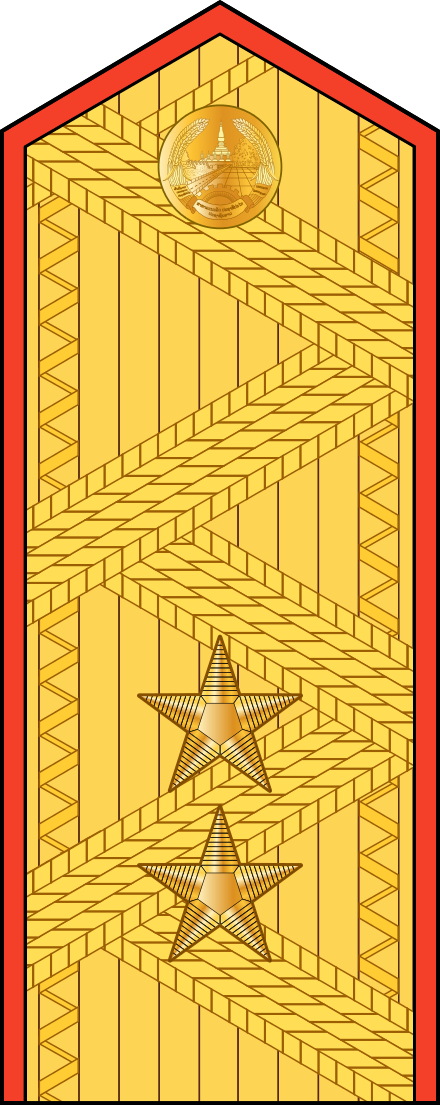
Laos: armáda
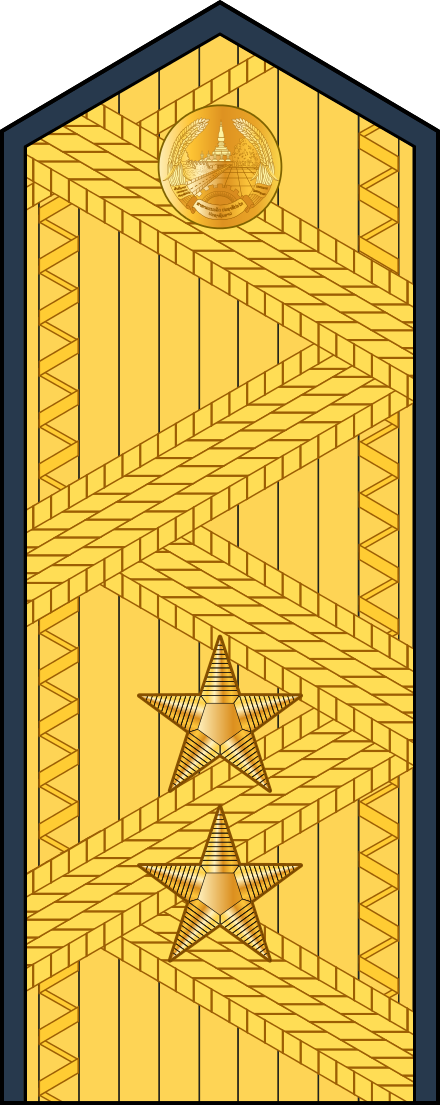
Laos: námořnictvo
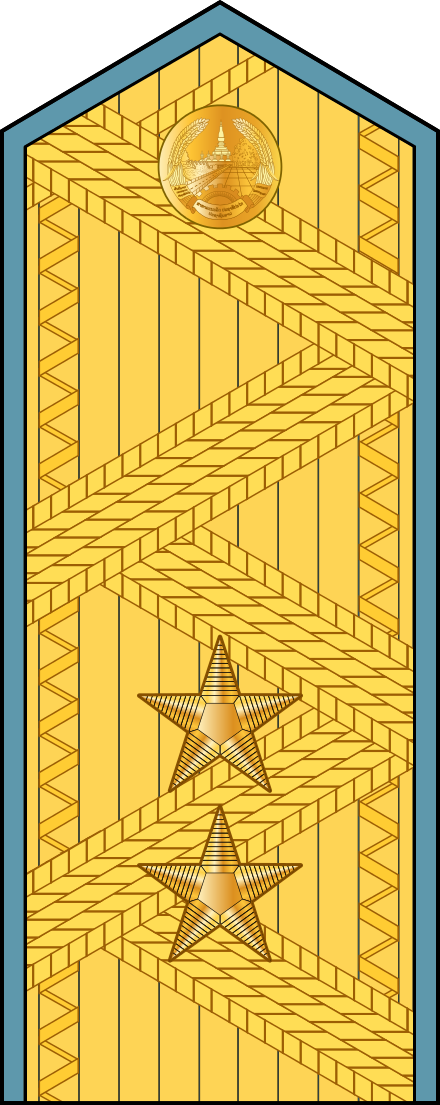
Laos: letectvo

### Libanon
V Libanonu je hodnost generálmajor používána armádou a letectvem. Nižší hodnost je brigádní generál a vyšší generálporučík. U námořnictva tato hodnost není používána.

Libanon

### Malajsie
V Malajsii je hodnost Mayor Jenderal používána u armády. Nižší hodnost je Brigadir Jenderal a vyšší Letnan Jenderal. Jejím ekvivalentem je u námořnictva Laksamana Munda a u letectva Marsekal Muda. 

Malajsie

### Maledivy
Na Maledivách je používána hodnost Major General. Nižší hodnost je Brigadier a vyšší Lieutenant General. Hodnostní systém i vzhled výložek vychází z britského a amerického vzoru.

Maledivy

### Mongolsko
V Mongolsku je hodnost generálmajor (Хошууч генерал) používána u armády. Nižší hodnost je brigádní generál (Бригадын генерал) a vyšší generálporučík (Дэслэгч генерал). V roce 2006 byl do hodnostního systému zařazen brigádní generál a naopak zrušena hodnost armádní generál. V roce 2017 byl na výložkách nekonečný uzel nahrazen pěticípou hvězdou. V letech 1927 až 1944 se hodnostní systém podobal sovětskému, měl ale některé specifické prvky. Výložky se nosili na límci a na rukávech. V letech 1944 až 1992 pak systém zcela kopíroval sovětský vzor pouze s minimálními odchylkami.

Mongolsko: parádní uniforma
Mongolsko: služební uniforma
Mongolsko: služební uniforma (1992–2017)

### Myanmar
V Myanmaru je hodnost generálmajor (ဗိုလ်ချုပ်) používána u armády a letectva. Nižší hodností je brigádní generál (ဗိုလ်မှူးချုပ်) a vyšší generálporučík (ဒုတိယ ဗိုလ်ချုပ်ကြီး). Jejím ekvivalentem u námořnictva je kontradmirál (ဗိုလ်ချုပ်). Myanmar býval britskou kolonií a tak hodnostní systém i vzhled výložek vychází z britského vzoru.

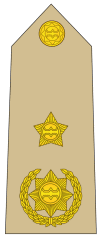
Myanmar: armáda
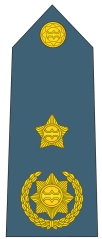
Myanmar: letectvo

### Nepál
V Nepálu se hodnost generálmajor (उपरथी) používá u armády. Nižší hodnost je brigádní generál (सहायक रथी) a vyšší generálporučík (रथी).

Nepál

### Omán
V Ománu je hodnost generálmajora používána u armády a letectva. Nižší hodnost je brigádní generál a vyšší generálporučík. Jejím ekvivalentem u námořnictva je kontradmirál. Omán býval britským protektorátem a tak hodnostní systém vychází z britského vzoru.

Omán: armáda
Omán: letectvo

### Pákistán
V Pákistánu je hodnost generálmajor používána u armády. Nižší hodnost je brigádní generál a vyšší generálporučík. Jejím ekvivalentem u námořnictva je kontradmirál a u letectva letecký maršál. Pákistánský hodnostní systém vychází z britského, od které se však zejména hodnostní struktura a vzhled výložek u nedůstojnických hodností liší.

Pákistán

### Saúdská Arábie
V Saúdské Arábii je hodnost generálmajora používána u armády a letectva. Nižší hodnost je brigádní generál a vyšší generálporučík. Vzhled výložek byl ovlivněn jak Brity tak Američany.

Saúdská Arábie: armáda
Saúdská Arábie: letectvo

### Severní Korea
V Severní Koreji je hodnost sojang používána u armády, letectva a námořnictva. Nižší hodností je daechwa a vyšší chungjang. Zde je ovšem tato hodnost považována za ekvivalent hodnosti OF-6 dle standardu NATO (tedy za hodnost brigádního generála). Hodnostní systém vychází ze sovětského vzoru.

Severní Korea: armáda
Severní Korea: letectvo
Severní Korea: námořnictvo

### Spojené arabské emiráty
Ve Spojených arabských emirátech je hodnost generálmajora používána u armády, letectva i námořnictva. Nižší hodnost je brigádní generál a vyšší generálporučík. Jejím ekvivalentem u námořnictva je kontradmirál. Spojené arabské emiráty bývaly britským protektorátem a tak hodnostní systém i vzhled výložek vychází z britského vzoru

SAE: armáda
SAE: námořnictvo
SAE: letectvo

### Srí Lanka
Na Srí Lance je hodnost generálmajor používána v armádě. Nižší je hodnost brigádní generál a vyšší generálporučík. Jejím ekvivalentem u námořnictva je kontradmirál a u letectva letecký vice-maršál. Hodnostní systém a vzhled insignií je v obecné rovině podobný západním systémům či systémům jiných států Commonwealthu.

Srí Lanka

### Sýrie
V Sýrii je hodnost generálmajora používána u armády a letectva. Nižší hodnost je brigádní generál a vyšší generálporučík. Jejím ekvivalentem u námořnictva je kontradmirál. Hodnostní systém vychází z francouzského vzoru, avšak výložky byly výrazně ovlivněny také britským vzorem.

Sýrie: armáda
Sýrie: letectvo

### Tádžikistán
V Tádžikistánu je hodnost Major general používána u armády a letectva, je ovšem v tomto státě považována za ekvivalent hodnosti OF-6 dle standardu NATO (tedy za hodnost brigádního generála). Nižší hodnost je polkovnik a vyšší general-leytenant. Tádžikistán býval součástí Sovětského svazu proto hodnostní systém i vzhled výložek vychází z ruského vzoru.

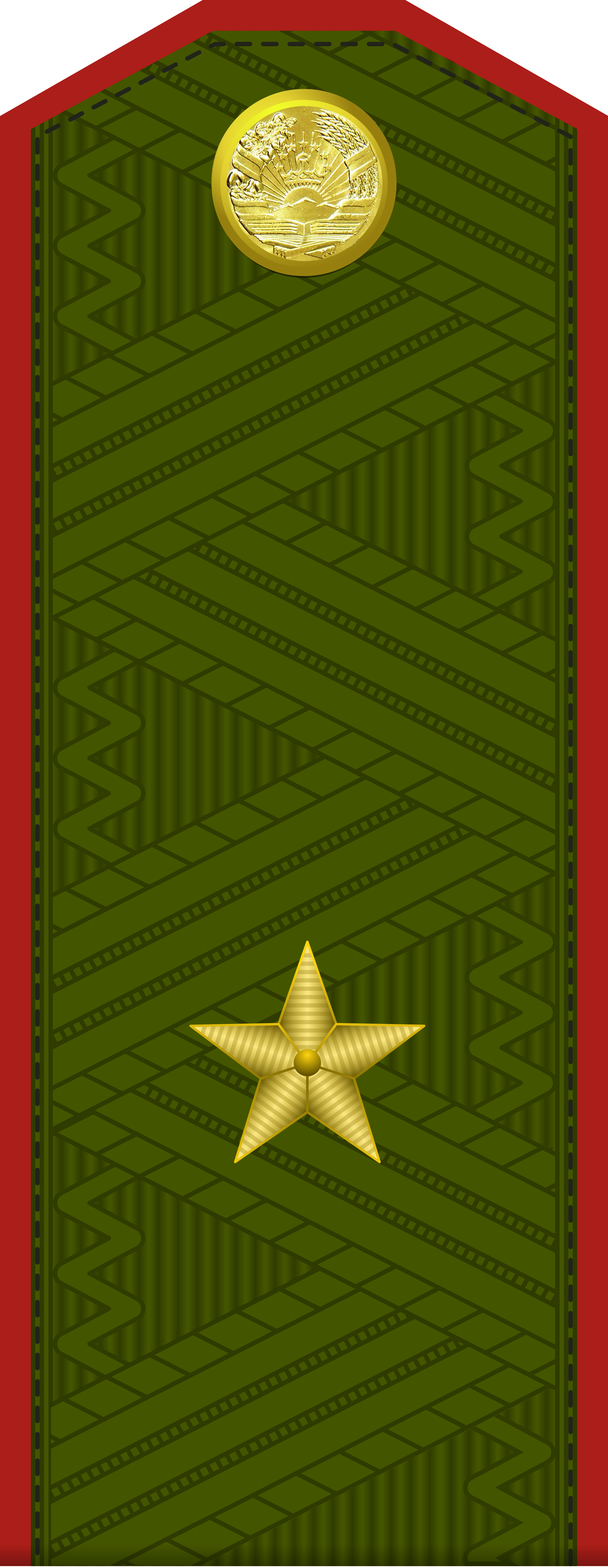
Tádžikistán: armáda
Tádžikistán: letectvo

### Thajsko
V Thajsku se hodnost generálmajor (พลตรี) používá u armády. Nižší hodnost je brigádní generál a vyšší generálporučík. Jejím ekvivalentem u námořnictva je kontradmirál a u letectva letecký vice-maršál.

Thajsko

### Turkmenistán
V Turkmenistánu je hodnost general-major používána armádou a letectvem. Tato hodnost je však v tomto státě považována za ekvivalent hodnosti OF-6 dle standardu NATO (tedy za hodnost brigádního generála). Jejím ekvivalentem u námořnictva je hodnost kontr-admiral. Nižší hodnost je polkovnik a vyšší general-leytenant. Turkmenistán býval součástí Sovětského svazu a tak i hodnostní systém i vzhled výložek vychází z ruského vzoru.

Turkmenistán: armáda
Turkmenistán: letectvo

### Uzbekistán
V Uzbekistánu je hodnost Major general používána u armády a letectva, je ovšem v tomto státě považována za ekvivalent hodnosti OF-6 dle standardu NATO (tedy za hodnost brigádního generála). Nižší hodnost je polkovnik a vyšší general-leytenant. Uzbekistán býval součástí Sovětského svazu proto hodnostní systém i vzhled výložek vychází z ruského vzoru.

Uzbekistán: armáda
Uzbekistán: letectvo

### Vietnam
Ve Vietnamu je hodnost generálmajor (Thiếu tướng) používána u armády, letectva a pohraniční stráže. Nižší hodnost je starší plukovník (Đại tá) a vyšší generálporučík (Trung tướng). Jejím ekvivalentem u námořnictva je kontradmirál (Đề đốc). Generálské hodnosti mají zlaté nárameníky se zlatým znakem a hvězdami. U pohraniční stráže je pozadí tmavě zelené lemované červenou.

### Východní Timor
Ve Východním Timoru je hodnost Major General používána u armády. Nižší hodnost je Brigadier general a vyšší Lieutenant general. U námořnictva tato hodnost není používána, nejvyšší udílenou hodností tak je Capitão-tenente. Východní Timor býval portugalskou kolonií a tak hodnostní systém vychází z portugalského vzoru.

Východní Timor

## Oceánie

### Austrálie
V Austrálii je hodnost Major general (MAJGEN) používána u armády. Nižší hodnost je Brigadier (BRIG) a vyšší Lieutenant General (LTGEN). Ostatní složky ozbrojených sil mají pro hodnost vlastní označení. Jejím ekvivalentem u námořnictva je hodnost rear admiral a u letectva hodnost air vice marshal. Hodnostní systém i vzhled výložek vychází z britského vzoru. Na výložce generálmajora se nachází stuha s nápisem Australia, mamlúcký meč skřížený s obuškem a pouze jedna hvězda odvozená od hvězdy Báthského řádu.

Austrálie
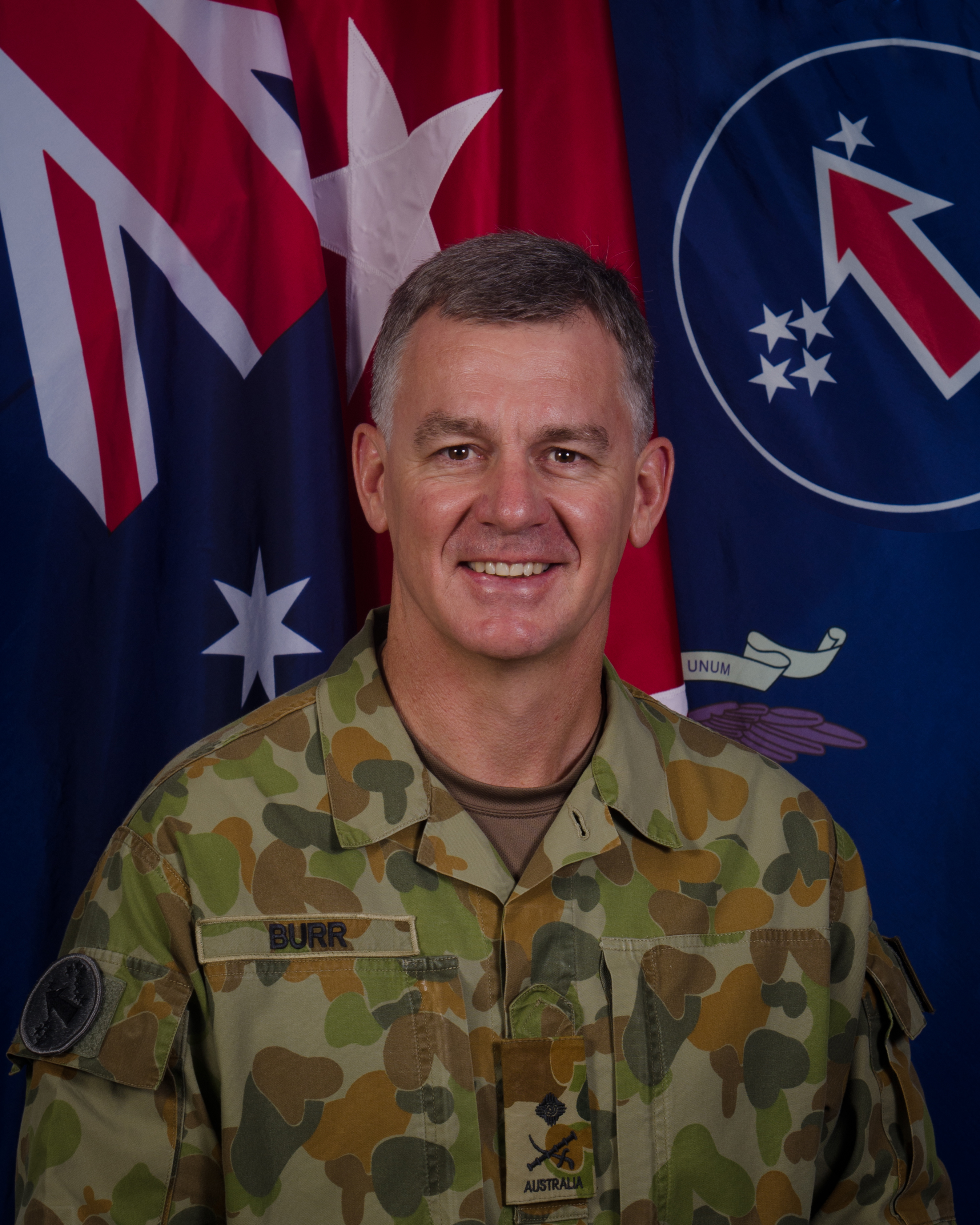
Austrálie: Major general

### Fidži
Na Fidži je používána hodnost Major General, která je nejvyšší vojenskou hodností pozemních sil. Jejím ekvivalentem u námořnictva je hodnost Rear admiral. Nižší hodnost je Brigadier General. Hodnostní systém i vzhled výložek vychází z britského vzoru.

Fidži

### Nový Zéland
Na Novém Zélandu je hodnost Major-general (MAJGEN) používána u armády. Nižší hodnost je Brigadier (BRIG) a vyšší Lieutenant General (LTGEN). Ostatní složky ozbrojených sil mají svá vlastní označení. U letectva je používána hodnost air vice marshal a u námořnictva pak hodnost rear admiral. Hodnostní systém i vzhled výložek vychází z britského vzoru.

Nový Zéland
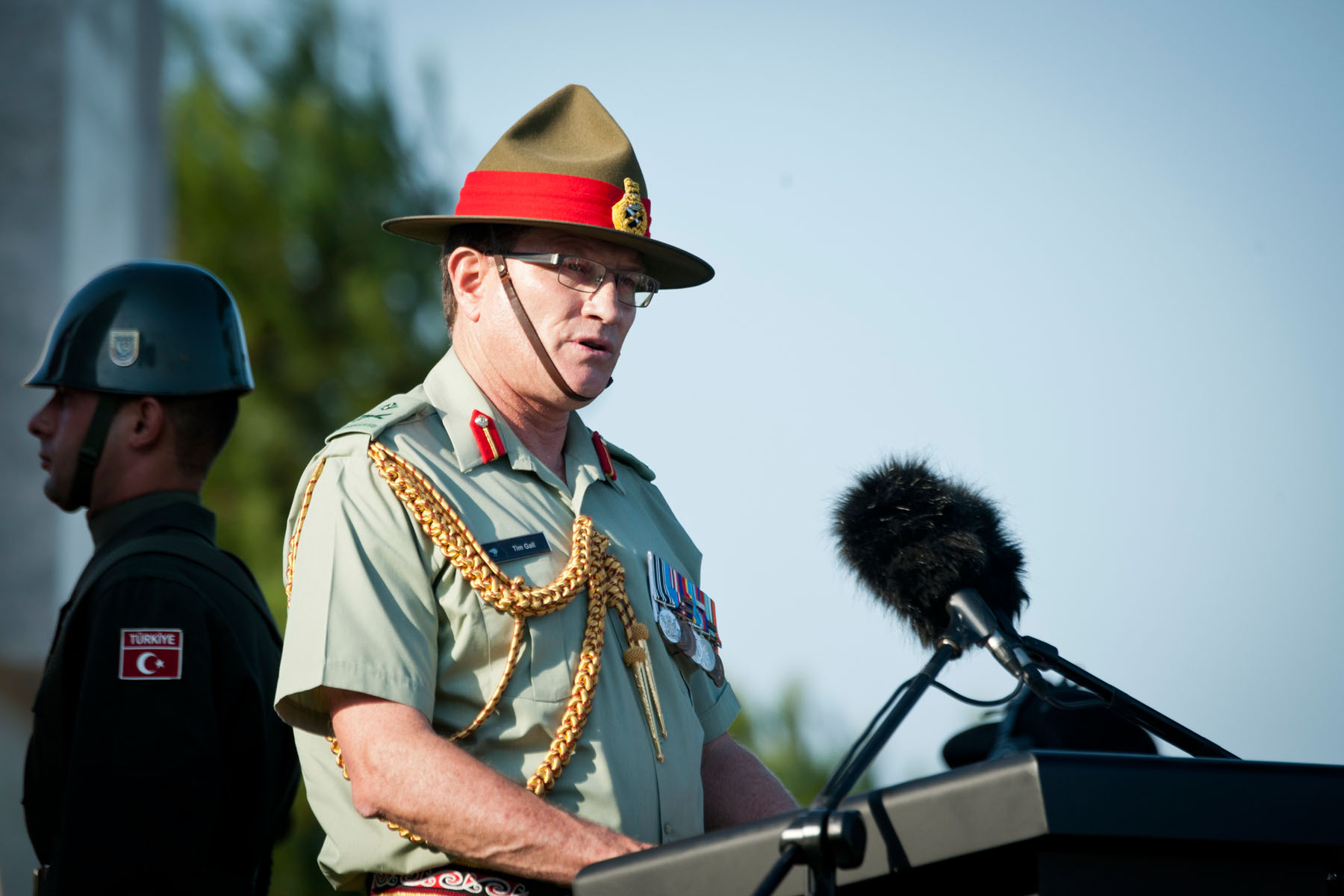
Nový Zéland: General-major T. Gall

### Papua Nová Guinea
V Papui Nové Guineji je používána hodnost Major General, která je nejvyšší vojenskou hodností pozemních sil. Ekvivalentem u námořnictva je hodnost Rear admiral. U letectva je nejvyšší hodnost Colonel (česky: plukovník). Nižší hodnost je Brigadier General. Hodnostní systém i vzhled výložek vychází z britského vzoru.

Papua Nová Guinea

### Tonga
Na Tonze se tato hodnost nepoužívá, nejvyšší hodností je zde Brigadier General.

## Afrika

### Alžírsko
V Alžírsku je hodnost generálmajor používána armádou a letectvem. Nižší hodnost je brigádní generál a vyšší generálporučík. Jejím ekvivalentem u námořnictva je hodnost kontradmirál. Ke změně vzhledu výložek došlo v roce 2002.

Alžírsko

### Benin
V Beninu se tato hodnost nepoužívá, nejvyšší hodností je zde brigádní generál.

### Botswana
V Botswaně je hodnost Major General používána u armády. U letectva tato hodnost neexistuje, nejvyšší hodností je zde Brigadier. Nižší hodnost je Brigadier a vyšší Lieutenant General. Hodnostní systém i vzhled výložek vychází z britského vzoru.

Botswana

### Burundi, Čad
V Burundi ani v Čadu se takto vysoká hodnost neuděluje.

### Demokratická republika Kongo
V Demokratické republice Kongo je hodnost generálmajora používána u armády a letectva. Nižší hodnost je brigádní generál a vyšší generálporučík. Jejím ekvivalentem u námořnictva je kontradmirál. Demokratická republika Kongo bývala belgickou kolonií a tak hodnostní systém i vzhled výložek vychází z belgického vzoru.

Demokratická republika Kongo: armáda
Demokratická republika Kongo: letectvo

### Egypt
V Egyptě je hodnost generálmajor používána u armády. Nižší hodnost je brigádní generál a vyšší generálporučík. Jejím ekvivalentem u letectva je letecký vice-maršál. Vzhled egyptských armádních výložek byl změněn po revoluci a pádu monarchie v roce 1952. V roce 1958 byla koruna nahrazena Saladinovým orlem (novým egyptským státním znakem) a turecko-egyptské hodnosti byly změněny na arabské.

Egypt

### Eritrea
V Eritreji je hodnost generálmajor používána u armády a letectva a je nejvyšší používanou hodností u obou složek. Nižší hodnost je brigádní generál.

Eritrea: armáda
Eritrea: letectvo

### Etiopie
V Etiopii je hodnost generálmajor používána u armády a letectva. Nižší hodnost je brigádní generál a vyšší generálporučík.

Etiopie: armáda
Etiopie: letectvo

### Gambie
V Gambii je hodnost generálmajora u armády. Nižší hodnost je brigádní generál a vyšší generálporučík. Hodnostní systém i vzhled výložek vychází z britského vzoru.

Gambie: armáda

### Ghana
V Ghaně je hodnost generálmajora používána v armádě. Nižší hodnost je brigádní generál a vyšší generálporučík. Jejím ekvivalentem u námořnictva je kontradmirál a u letectva letecký vice-maršál. Hodnostní systém i vzhled výložek vychází z britského vzoru.

Ghana

### Guinea–Bissau
V Guinea-Bissau se takto vysoká hodnost nepoužívá.

### Jihoafrická republika
V Jihoafrické republice je hodnost Major general používán u armády a letectva. Nižší hodnost je Brigadier general a vyšší Lieutenant general. Jejím ekvivalentem u námořnictva je Rear admiral. Hodnostní systém i vzhled výložek vychází z britského vzoru. Během let se názvy hodností i vzhled výložek měnily. V roce 2002 byl přijat zcela nový vzhled výložek, ale názvy hodností byly zachovány. Hodnost Major-general byla používána od roku 1914, kromě let 1960 až 1968 kdy nesla název Combat general.

Jihoafrická armáda: armáda (1961–1994)
Jihoafrická armáda: armáda
Jihoafrická armáda: letectvo

### Keňa
V Keni je hodnost Major General používána u armády a letectva. Nižší hodnost je Brigadier a vyšší je Lieutenant general. Jejím ekvivalentem u námořnictva je hodnost Rear Admiral. Hodnostní systém i vzhled výložek vychází z britského vzoru, zejména ze systému britské armády. Systém používaný britským letectvem a námořnictvem není v Keni používán.

### Libérie
V Libérii je hodnost Major general používána u armády. Nižší hodnost je Brigadier general a vyšší Lieutenant general. U námořnictva takto vysoká hodnost používána není. Hodnostní systém i vzhled výložek vychází z amerického vzoru.

### Libye
V Libyi je hodnost Major General používána u armády a letectva. Nižší hodnost je Brigadier a vyšší Lieutenant Generai. Jejím ekvivalentem u námořnictva je Rear Admiral. Vzhled i hodnostní systém je inspirován britským vzorem.

Libye: letectvo

### Malawi
V Malawi je hodnost generálmajora používána jak u armády tak u letectva. Nižší hodnost je brigádní generál a vyšší generálporučík. Hodnostní systém i vzhled výložek vychází z britského vzoru.

### Mosambik
V Mosambiku se hodnost Major General používá u armády a letectva. Nižší hodnost je Coronel a vyšší Teniente General. Jejím ekvivalentem u námořnictva je Contra-almirante. Zde však hodnost Major General odpovídá podle standardů NATO stupni OF-6, nikoliv standardnímu stupni OF-7. Mosambik býval portugalskou kolonií a tak hodnostní systém i vzhled výložek vychází z portugalského vzoru. Za vlády Samora Moisese Machela byl krátce zaveden systém sovětského stylu. Brzy po jeho smrti se však systém vrátil k dřívějšímu stylu ovlivněnému Portugalskem.

Mosambik: armáda
Mosambik: letectvo

### Namibie
V Namibii je hodnost generálmajor používána u armády. Nižší hodnost je brigádní generál a vyšší generálporučík. Jejím ekvivalentem u námořnictva je kontradmirál a u letectva letecký vice-maršál. Hodnostní systém i vzhled výložek vychází z britského a jihoafrického vzoru.

Namibie

### Niger
V Nigeru se takto vysoká hodnost nepoužívá, nejvyšší hodností je zde plukovník.

### Nigérie
V Nigérii je hodnost generálmajor používána u armády. Nižší hodnost je brigádní generál a vyšší generálporučík. Jejím ekvivalentem u námořnictva je kontradmirál a u letectva letecký vice-maršál. Hodnostní systém i vzhled výložek vychází z britského vzoru.

Nigérie

### Rwanda
Ve Rwandě se hodnost Général-major používá u armády a letectva. Nižší hodnost je Général de brigade a vyšší Lieutenant général. Rwanda původně používala belgický hodnostní systém, později ale přijala britský vzor jak ve vzhledu tak v hodnostech.

Rwanda: armáda
Rwanda: letectvo

### Seychely
Na Seychelách se takto vysoká hodnost nepoužívá.

### Sierra Leone
V Sierra Leone je hodnost Major General používána armádou. Nižší hodnost je Brigadier a vyšší Lieutenant general. Jejím ekvivalentem u námořnictva je Rear admiral. Sierra Leone bývala britskou kolonií a tak hodnostní systém i vzhled výložek vychází z britského vzoru.

### Somálsko
V Somálsku je hodnost Major General používána u armády a letectva, a jedná se o nejvyšší hodnost udělovanou v tomto státě. Nižší hodnost je Brigadier. Jejím ekvivalentem u námořnictva je Rear Admiral. Somálsko bývalo britskou a italskou kolonií a tak hodnostní systém i vzhled výložek kombinuje britské a italské prvky.

Somálsko: armáda
Somálsko: letectvo

### Súdán
V Súdánu je hodnost Liwaa' používána u armády, letectva a námořnictva. Nižší hodnost je 'amid a vyšší Fariq.

Súdán: armáda
Súdán: letectvo
Súdán: námořnictvo

### Tanzanie
V Tanzanii je hodnost Meja Jenerali používána u armády a Major General u letectva. Nižší hodnost je Brigedia a vyšší Luteni Jenerali. Hodnostní systém i vzhled výložek vychází z britského vzoru. 

Tanzanie: armáda
Tanzanie: letectvo

### Togo
V Togu se tato hodnost nepoužívá, nejvyšší hodností je zde Général de brigade.

### Tunisko
V Tunisku se hodnost generálmajor používá u armády a letectva. Nižší je hodnost brigádní generál a vyšší armádní sborový generál. Jejím ekvivalentem u námořnictva je kontradmirál. Tunisko bývalo francouzskou kolonií a tak hodnostní systém i vzhled výložek vychází z francouzského vzoru. 

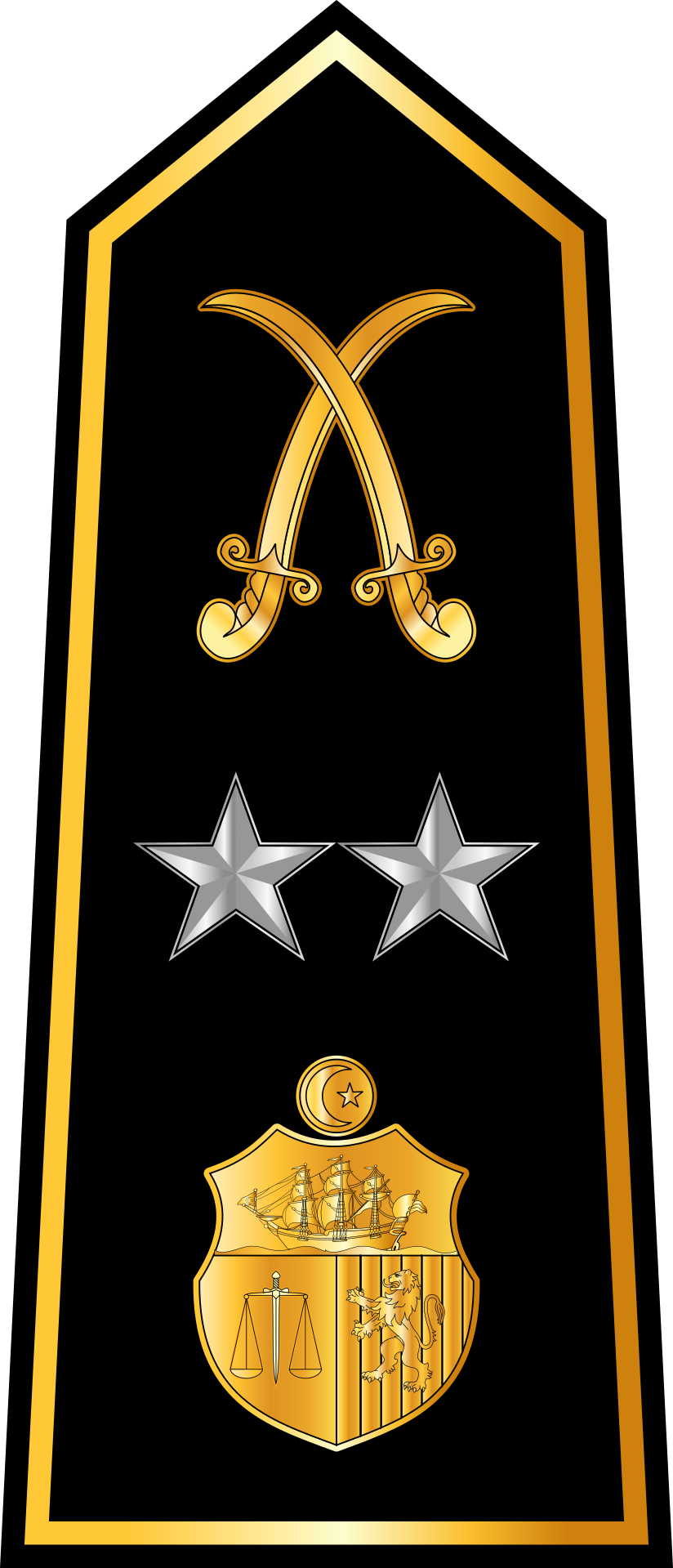
Tunisko

### Uganda
V Ugandě je hodnost Major general používána u armády a letectva. Nižší hodnost je Brigadier a vyšší Lieutenant General. Hodnostní systém i vzhled výložek vychází z britského vzoru.

Uganda: armáda
Uganda: letectvo

### Zambie
V Zambii je hodnost Major General používána u armády a letectva. Nižší hodnost je Brigadier a vyšší Lieutenant General. Hodnostní systém i vzhled výložek vychází z britského vzoru.

### Zimbabwe
V Zimbabwe je hodnost Major General používána u armády. Nižší hodnost je Brigadier a vyšší Lieutenant General. Jejím ekvivalentem u letectva je Air Vice-Marshal. Zimbabwe bývala britskou kolonií a tak hodnostní systém i vzhled výložek vychází z britského vzoru.

Zimbabwe